# 太阳系
太陽系是太陽和受到它的引力束縛而圍繞著它運行的物體系統。它大約形成於46億年前，當時一個分子雲的密集區域坍塌，形成了太陽和原行星盤。太陽是一顆典型的恆星，它通過在其核心處的氫融合成氦的核融合來保持流體靜力平衡，並從其外層的光球層釋放出這種能量。天文學家將其歸類為G型主序星。
繞太陽運行的最大天體是八顆行星。從太陽開始，它們是四顆類地行星（水星、金星、地球和火星）；兩顆氣態巨行星（木星和土星）；以及兩顆冰巨星（天王星和海王星）。所有類地行星都有固體表面。相對的，所有的巨行星都沒有確定的表面，因為它們主要由氣體和液體組成。太陽系超過99.86%的質量在太陽中，其餘近90%的質量在木星和土星中。
天文學家們有一個强烈的共識即太陽系至少有九顆矮行星：穀神星、亡神星、冥王星、妊神星、 創神星、鳥神星、共工星、鬩神星、和 賽德娜。有大量的太陽系小天體，如小行星、彗星、半人馬小行星、流星體和行星際塵雲。其中一些天體位於小行星帶（火星和木星軌道之間）和古柏帶中（海王星軌道外）。六顆行星、七顆矮行星和其他天體都有天然衛星圍繞著運行，它們通常就被稱為「衛星」。
太陽系不斷被太陽的帶電粒子、太陽風淹沒，形成太陽圈。距離太陽約75-90AU ，太陽風停止之處，稱為日球層頂。這是太陽系到星際空間的邊界。太陽系的最外層區域是理論上的歐特雲，是長週期彗星的來源，延伸到半徑2,000–200,000 AU。距離太陽系最近的恒星，毗鄰星，位於 4.25光年（269,000天文單位）處。這兩顆恒星都屬於銀河系。

## 名詞解釋
軌道環繞太陽的天體被分為三類：行星、矮行星、和太陽系小天體。
行星是環繞太陽且質量夠大的天體。這類天體：
1. 有足夠的質量使本身的形狀成為球體；
2. 有能力清空鄰近軌道的小天體。

能成為行星的天體有8個：水星、金星、地球、火星、木星、土星、天王星和海王星。
在2006年8月24日，國際天文聯合會重新定義行星這個名詞，首次將冥王星排除在大行星外，並將冥王星、穀神星和鬩神星組成新的分類：矮行星。矮行星不需要將鄰近軌道附近的小天體清除掉，其他可能成為矮行星的天體還有塞德娜、厄耳枯斯、和創神星。從第一次發現的1930年直至2006年，冥王星被當成太陽系的第九顆行星。但是在20世紀末期和21世紀初，許多與冥王星大小相似的天體在太陽系內陸續被發現，特別是鬩神星更明確的被指出比冥王星大。
環繞太陽運轉的其他天體都屬於太陽系小天體。
衛星（如月球之類的天體），由於不是環繞太陽而是環繞行星、矮行星或太陽系小天體，所以不屬於太陽系小天體。
天文學家在太陽系內以天文單位（AU）來測量距離。1AU是地球到太陽的平均距離，大約是149,597,871公里（92,955,807英里）。冥王星與太陽的距離大約是39AU，木星則約是5.2AU。最常用在測量恆星距離的長度單位是光年，1光年大約相當於63,240天文單位。行星與太陽的距離以公轉週期為周期變化著，最靠近太陽的位置稱為近日點，距離最遠的位置稱為遠日點。
有時會将太陽系非正式地分成幾個不同的區域：“內太陽系”，包括四顆類地行星和主要的小行星帶；其餘的是“外太陽系”，包含小行星帶之外所有的天體。其它的定義還有海王星以外的區域，而將四顆大型行星稱為“中間帶”。

## 形成與演化

### 過去的

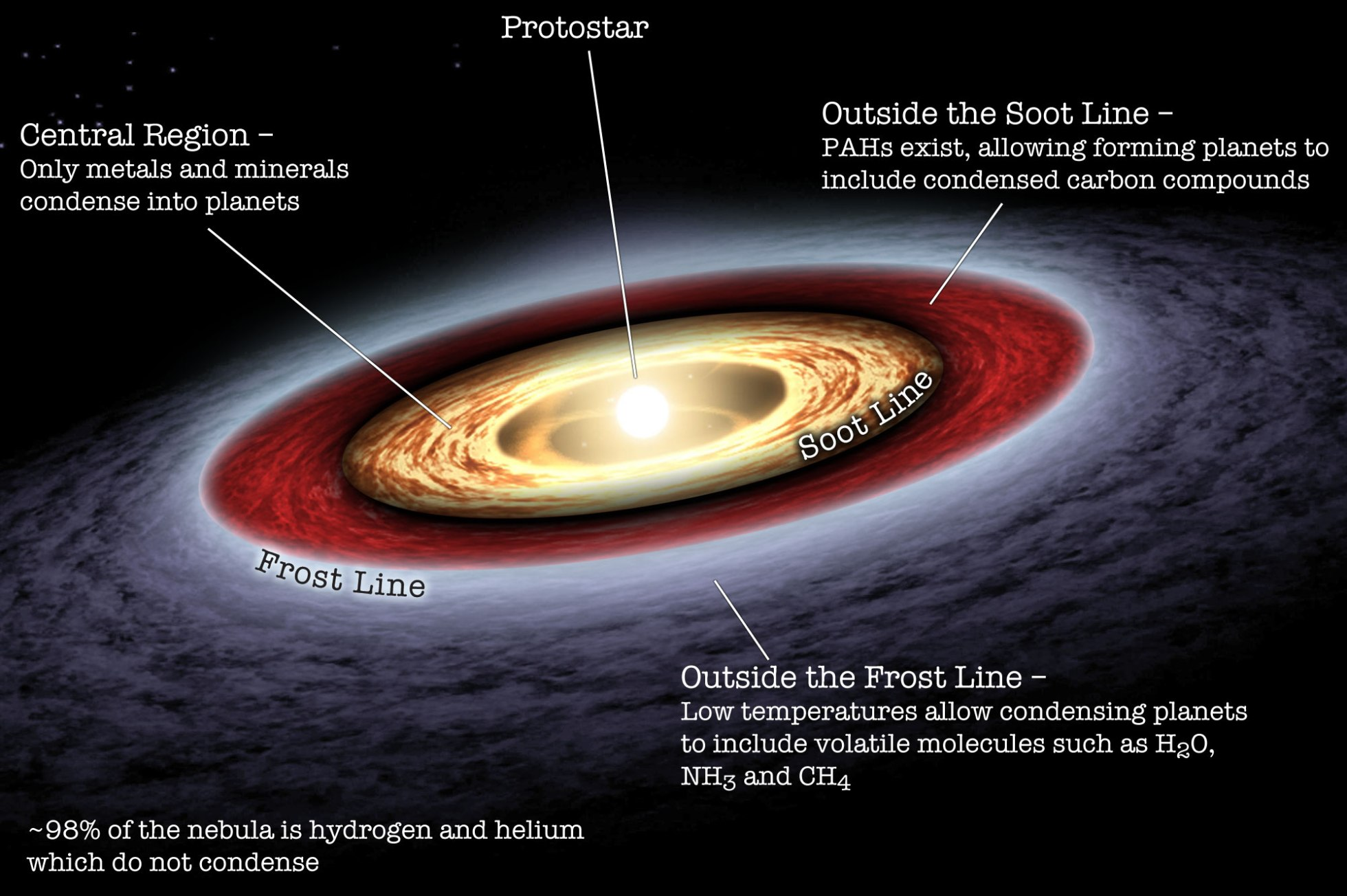
早期太陽系的 原行星盤 圖，地球和太陽系的其它天體都是由此形成的。

太陽系至少形成於45.68億年前，來自一個大分子雲中一個區域的引力坍縮。最初坍縮的雲可能有幾光年的寬度，並且可能誕生了幾顆恆星。正如典型的分子雲一樣，這個主要由氫、一些氦和少量較重的元素融合組成，這些元素是前幾代恆星的產物。
作為前太陽星雲坍塌，角動量守恆使它旋轉得更快。大部分物質聚集的中心，其溫度變得比周圍環境越來越熱。隨著收縮的星雲旋轉得更快，它開始變得扁平，在中心形成直徑約為200 AU和炙熱、緻密的原恆星，從這個圓盤中由吸積形成的行星。塵埃和氣體在重力作用下相互吸引，聚結形成更大的物體。早期太陽系中可能存在數百顆原行星，但它們要麼合併，要麼被摧毀或彈出，留下行星、矮行星和剩餘的小天體。
由於它們的沸點較高，只有金屬和矽酸鹽可以以固體形式存在於靠近太陽的溫暖內太陽系中（在霜線內）。它們最終形成了水星、金星、地球和火星的岩石行星。因為這些難熔物質只占太陽星雲的一小部分，所以類地行星不可能長得很大。
巨行星（木星、土星、天王星和海王星）形成於霜線之外，火星和木星軌道之間的區域，在那裡物質足够冷，可以使揮發性的冰化合物保持固態。形成這些行星的冰比形成類地行星的金屬和矽酸鹽更豐富，使它們能够長得足够大，並得以捕獲氫和氦的大氣層，這是最輕、最豐富的元素。從未成為行星的殘餘碎片聚集在小行星帶、古柏帶和歐特雲等地區。
在5000萬年內，原恆星中心的壓力和密度變得足够大，足以開始氫的核融合。隨著氦在其核心積累，太陽變得越來越亮，在其主序生命的早期，它的亮度是現在的70%。溫度、反應速率、壓力和密度增加，直到達到流體靜力平衡：熱壓力抵消重力。 此時，太陽變成了一顆 主序帶的恆星。來自太陽的太陽風創造了太陽圈，並將原行星盤中剩餘的氣體和塵埃捲入星際空間。
在原行星盤消散之後，尼斯模型提出行星體和氣態巨行星之間的引力相遇導致每顆行星體遷移進入不同的軌道。這導致了整個系統的動力學不穩定，從而分散了行星體，最終將氣態巨行星置於當前位置。在此期間，大遷徙假說表明，木星的最後一次向內遷移分散了大部分小行星帶，導致了內行星的後期重轟炸期。

### 現在和未來
太陽系的天體遵循孤立的引力束縛軌道繞太陽保持相對穩定、緩慢演變的狀態。 儘管太陽系在數十億年的時間里一直相當穩定，但從技術上講，它是混沌的，並且最終可能會被破壞。雖然，在接下來的幾十億年裡，另一顆恆星穿過太陽系的可能性很小。但此種事件可能會破壞系統的穩定性，最終會導致數百萬年後的行星逃逸、互相碰撞或撞擊太陽，但闖入者很可能會像今天一樣離開太陽系。

現在的太陽與它在紅巨星階段的峰值大小的比較。

太陽的主序星階段，從開始到結束，將持續大約100億年，而太陽在前原恆星生命之前和主序階段之後加起來約為20億年。太陽系將大致保持今天所知的樣子，直到太陽核心的氫完全轉化為氦，這將發生於大約50億年後。這將標誌著太陽主序壽命的結束。屆時，太陽的核心將與沿著圍繞惰性氦的殼層發生的氫融合收縮，而輸出的能量將比現在更多。太陽的外層將膨脹到其當前直徑的大約260 倍，太陽將變成紅巨星。由於太陽的表面積增加，太陽的表面會更冷，最低溫可能比主序帶時低（2,600 K（4,220 °F））。
預估膨脹的太陽將蒸發水星和金星，並使地球和火星無法居住（也可能摧毀地球）。最終，核心將足夠熱以進行氦融合；太陽燃燒氦的時間只是它在核心中燃燒氫的時間的一小部分。太陽的質量不足以開始更重元素的融合，核心中的核反應將減少。它的外層將被噴射到太空中，留下一顆緻密的白矮星，質量仍有太陽原始質量的一半，但尺度只有現今地球的大小。噴出的外層可能會形成一個行星狀星雲，將一些形成太陽的物質，但現在富含較重的元素，例如碳，返回到星際物質。

## 一般性質
天文學家有時將太陽系結構劃分為不同的區域。內太陽系包括水星、金星、地球、火星和小行星帶中的天體。外太陽系包括木星、土星、天王星、海王星和古柏帶中的天體。自從古柏帶被發現以來，太陽系的最外層被認為是一個由海王星外天體組成的獨特區域。

### 組成
太陽系的主要組成部分是太陽，這是一顆G型主序星，含有該系統已知質量的99.86%，並在引力上占主導地位。太陽四個最大的軌道體，即巨行星，占剩餘質量的99%，木星和土星加起來占90%以上。太陽系的其餘天體（包括四顆類地行星、矮行星、衛星、小行星和彗星）加起來不到太陽系總質量的0.002%
太陽由大約98%的氫和氦組成，木星和土星也是如此。太陽系中存在一個成分梯度，由早期太陽的熱量和光壓產生；那些離太陽較近的天體，受熱和光壓的影響較大，由高熔點的元素組成。離太陽較遠的天體主要由熔點較低的材料組成。在太陽系中，這些揮發性物質可以聚集的邊界被稱為霜線，它大約是地球與太陽距離的五倍。

### 軌道

太陽系內行星繞行的動畫。每幀代表2天的運動。

太陽系外行星繞行的動畫。此動畫比內行星動畫快100倍。

圍繞太陽的行星軌道和其它大型天體都位於地球的軌道平面附近，該平面稱為 黃道。較小的冰冷天體（如彗星）經常以明顯更大的傾斜角度繞該平面運行。太陽系中的大多數行星都有自己的次系統，由稱為衛星的天然衛星環繞。所有最大的天然衛星都處於同步旋轉狀態，即其中一個面永久地朝向它們的母行星。四顆巨行星都有行星環，即由微小粒子組成的薄圓盤，它們一致地圍繞它們運行。
由於太陽系的形成，行星和大多數其它天體都以和太陽旋轉方向一致的方向繞著太陽旋轉。也就是說，從地球北極上方鳥瞰，為逆時針方向。但也有例外，例如 哈雷彗星。大多數較大的衛星沿順行的方向繞著它們的行星運行，與行星旋轉的方向相匹配；但海王星最大的衛星海衛一是以相反的逆行方式運行。 大多數較大的天體都圍繞自己的軸相對於它們的軌道順行方向旋轉，然而金星的旋轉是逆行的。
一個很好的第一個近似值，克卜勒行星運動定律描述了物體圍繞太陽的軌道（pp. 433–437）。這些定律規定，每個物體都沿著橢圓軌道運動，太陽在橢圓的一個焦點上，這導致物體與太陽的距離在其一年中發生變化。一個物體離太陽最近的點稱為它的「近日點」，而它離太陽最遠的地方被稱為它的「遠日點」:{{{1}}}。除了水星之外，行星的軌道幾乎都接近圓形的，但許多彗星、小行星和古柏帶天體都遵循高度橢圓的軌道。克卜勒定律只考慮了太陽引力對軌道物體的影響，而不考慮不同物體相互之間的引力。在人類的時間尺度上，這些擾動可以用數值模型來解釋:{{{1}}}，但行星系統可以在數十億年的時間里發生混亂的變化。
太陽系的角動量是其所有運動部件所擁有的軌道和旋轉動量總量的量度。儘管太陽在質量上主導著該系統，但它的角動量只占總角動量2%左右。以木星為主的這些行星，由於質量、軌道和與太陽的距離相結合，佔據了其餘大部分角動量，彗星可能也做出了重大貢獻。

### 距離和比例尺

行星之間距離按比例的縮圖，白色線段顯示軌道變化。行星的大小未按比例縮放。

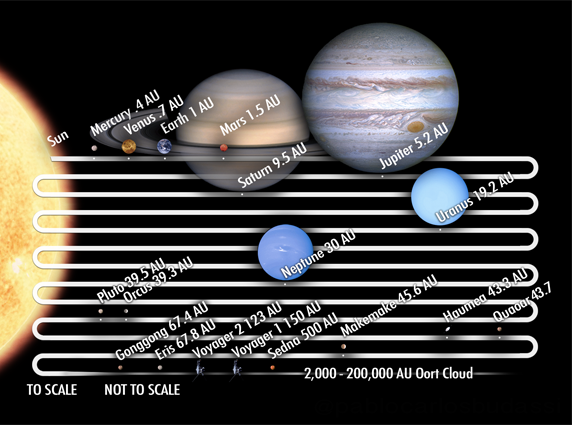
太陽系天體的軌道距離排列成一條線，該線摺疊成一個矩形。

太陽的半徑為0.0047 AU（700,000 km；400,000 mi）。因此，太陽佔據了半徑與地球軌道大小相當的球體體積的0.00001%（107的1份），而地球的體積大約是太陽的1百萬分之一 (10−6)。最大的行星，木星距離太陽5.2 AU，半徑是71,000 km（0.00047 AU；44,000 mi），而最遙遠的行星，海王星距離太陽30 AU。
除了少數例外，行星或帶離太陽越遠，其軌道與離太陽最近的物體的軌道之間的距離就越大。例如，金星大約比水星離太陽更遠0.33 AU，而土星是比木星更遠4.3 AU，海王星位於離天王星10.5 AU之處。例如提丟斯-波德定律就曾經嘗試確定這些軌道距離之間的關係，和基於柏拉圖立體的約翰內斯·開普勒的模型，但持續的發現使這些假設無效。
一些太陽系模型試圖用人類的術語來傳達太陽系所涉及的相對尺度。有些規模較小（可能是機械的，稱為太陽系儀），而另一些則延伸到城市或區域。最大的此類比例模型是瑞典太陽系模型，代表太陽的是位於瑞典斯德哥爾摩的半球形建築物，110米（361英尺）的艾維奇體育館；而且，按照此比例尺，木星是一個 7.5 米（25 英尺）的球體，位於距離40公里（25英里）遠的斯德哥爾摩阿蘭達機場，而目前最遠的天體賽德娜是在距離912公里（567英里）遠的呂勒奧，直徑10公分（4英寸）的球體。在這個比例尺下，到毗鄰星的距離大約是月球與地球距離的8倍。
如果太陽與海王星的距離縮放到100（330英尺），那麼太陽的直徑將大約為3 cm（1.2英寸）（大約是高爾夫球直徑的三分之二），巨行星將都小於大約3 mm（0.12英寸），而地球的直徑以及其他類地行星的直徑將小於跳蚤（0.3 mm或0.012英寸）規模。
太阳系中所選擇的天體與太陽的距離。每個條形的左右邊緣分別對應於天體近日點和遠日點，長條表示高的軌道離心率。太陽的半徑約70萬公里，木星（最大的行星）約7萬公里，都太小，在這個圖像中顯示不出來。

### 更近的視角
將距離縮小到只有八大行星與哈雷彗星的範圍：
若將視野縮得更小，只限於內行星的範圍：

### 適居性
除了太陽能之外，太陽系實現生命存在的主要特徵是太陽圈和行星磁場（對於那些擁有它們的行星）。這些磁場部分地保護了太陽系免受稱為宇宙射線 的高能星際粒子的攻擊。星際介質中宇宙射線的密度和太陽磁場的強度在很長的時間尺度上都會發生變化，因此宇宙射線在太陽系中的穿透水準會有所不同，然而具體變化的程度是未知的。
太陽系的適居帶通常位於內太陽系，那裡的行星表面或大氣溫度允許存在液態水的可能性。在各種外太陽系衛星的地下海洋中，也可能存在著適居性。

### 與太陽系外系統的比較
與許多太陽系外系統相比，太陽系的突出之處在於缺乏水星軌道內部的行星。已知的太陽系缺乏超級地球，即質量是地球的一到十倍的行星，然而假設的第九行星，如果它確實存在，它可能是一個在太陽系邊緣運行的超級地球。
不常見的是，太陽系只有小型類地行星和大型氣態巨行星；在其它的行星系，包括岩石和氣體的中等大小行星是很典型的，因此在地球和海王星（半徑是地球的3.8倍）之間沒有「差距」。由於這些超級地球中的許多離各自的恆星比水星離太陽更近，因此出現了一種假設，即所有行星系統都是從許多靠近的行星開始的，通常它們的一系列碰撞會導致質量合併成幾個更大的行星，但在太陽系的情況下，碰撞導致了它們的毀滅和拋射。
太陽系行星的軌道都幾乎是圓形的。與許多其它行星系統相比，它們的軌道離心率更小。儘管有人試圖部分地用徑向速度檢測方法的偏差來解釋它；部分用相當多的行星的長期相互作用來解釋它，但確切的原因仍未確定。

## 太陽

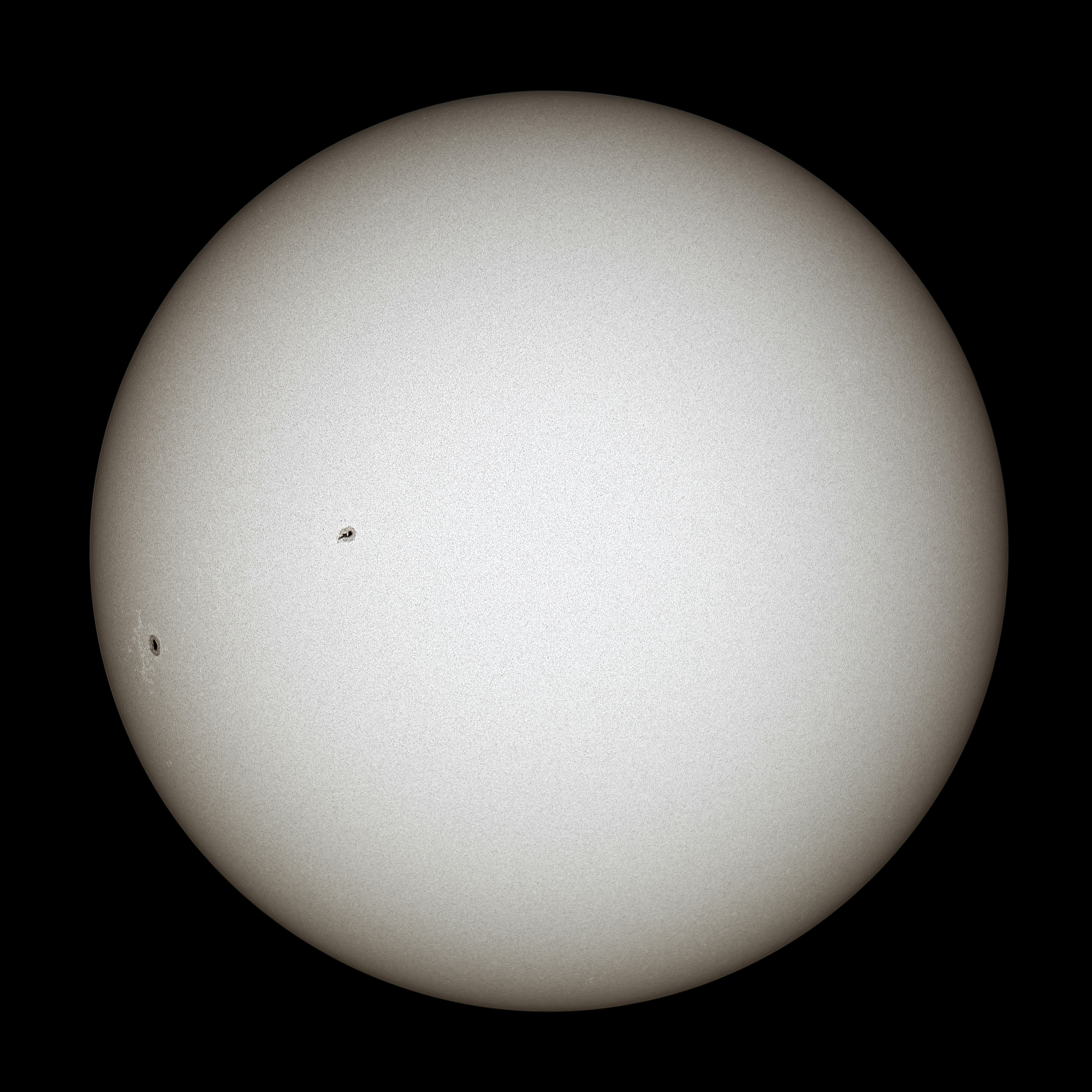
純白色的太陽。

太陽是太陽系的恆星，也是迄今為止太陽系中質量最大的組成部分。它的質量很大（332,900 地球質量），占太陽系總質量的99.86%，在其核心中產生的溫度和密度足夠高，以維持氫原子核融合成氦原子核。這會釋放大量的能量，主要是輻射到太空中，就像電磁輻射在可見光中達到峰值一樣。
因為太陽的核心是氫融合的，所以它是一顆主序星。更具體地說，它是一顆 G2型主序星，其類型名稱也指出了它的有效溫度。越熱的主序星越亮，但壽命也越短。太陽的溫度介於最熱的恆星和最冷恆星之間的溫度之間。比太陽更亮、更熱的恆星很少見，而明顯暗淡和較冷的恆星，被稱為紅矮星，約佔銀河系中核融合體恆星的75%。
太陽是一顆第一星族星，形成於星系銀河系的旋臂。它比銀河系的核球（銀河系隆起的核心）和銀暈中的老一代恆星，第二星族星，擁有更高的金屬量（比氫和氦重的元素是天文學術語中的金屬）。比氫和氦重的元素是在古老和爆炸的恆星的核心中形成的，因此第一代恆星（第二星族星）必須在宇宙被這些原子富集之前死亡。 越古老的恆星含有的金屬量越少，而越晚出生的恆星含有更多的金屬量。這種更高的金屬豐度被認為對太陽形成行星系統至關重要，因為行星是由「金屬」的吸積形成的。
由太陽磁層主導的太空區域是太陽圈，它跨越了太陽系的大部分地區。太陽與光一起，輻射出一股連續的帶電粒子流（一種電漿），稱為太陽風。這股「風」以900,000每小時（560,000英里每小時）至2,880,000每小時（1,790,000英里每小時）的速度向外擴散 ，填補了太陽系天體之間的真空。結果是稀薄的塵埃瀰漫的大氣層，稱為行星際物質，它至少延伸到100 AU。
太陽表面的活動，例如閃焰和日冕巨量噴發，會擾亂太陽圈，產生太空天氣並導致地磁暴。日冕巨量噴發和類似事件會從太陽表面吹出磁場和大量物質。這個磁場和物質與地球磁場的相互作用將帶電粒子匯入到地球的高層大氣中，在那裡它的相互作用產生了極光，在磁極附近看到。太陽圈中最大的穩定結構是太陽圈電流片，這是由太陽旋轉磁場對行星際介質的作用而形成的螺旋形。

## 內太陽系
內太陽系是处于霜線以内的區域，其边界半径與太陽的距離略小於5 AU，小於木星和土星軌道之間的距離。内太阳系的已知天体包括四颗類地行星（水星、金星、地球和火星）、三颗卫星（月球、土卫一和土卫二）、十二颗特洛伊天体以及由一颗矮行星（谷神星）和数百万颗小行星组成的主小行星帶，所有天体都主要由矽酸鹽和金屬組成。

### 內行星

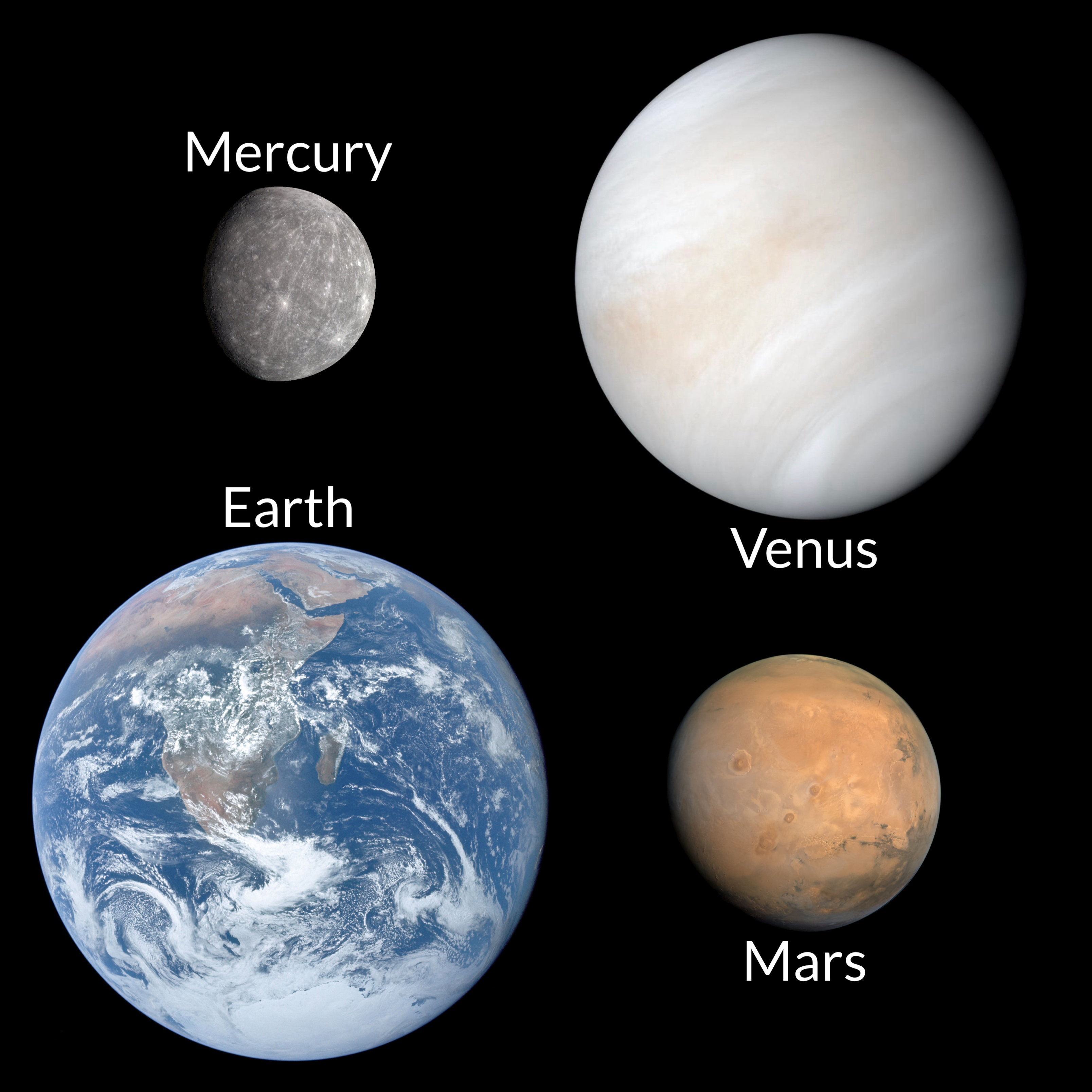
四顆類地行星水星、金星、地球和火星。

這四顆類地行星或內行星具有密集的岩石成分，很少或沒有天然衛星，也沒有環系統。它們主要由耐火物質的礦物組成，如矽酸鹽—，構成了它們的地殼和地函—，以及鐵和鎳等金屬，它們構成了它們的核心。四顆內行星中的三顆（金星、地球和火星），其大氣層足以產生天氣；它們都有撞擊坑和構造學的表面特徵，例如板塊裂谷和火山。

#### 水星
水星（距離太陽0.31–0.59 AU）是太陽系中最小的行星。它的表面是灰色的，有由逆斷層產生的廣闊的峭壁（懸崖）系統，以及由撞擊事件殘餘物形成的明亮射紋系統。地表溫度變化很大，赤道區域從夜間的−170 °C（−270 °F）到陽光下的420 °C（788 °F）不等。過去，水星的火山活動頻繁，產生了類似於月球的光滑玄武岩平原。水星很可能有矽酸鹽外殼和大型鐵核。水星的大氣層非常稀薄，由太陽風的粒子和噴射的原子組成。水星沒有天然衛星。

#### 金星
金星（0.72–0.73 AU）擁有主要由二氧化碳組成，高反射性的白色大氣層。在地表，大氣壓力是地球海平面的90倍。金星的表面溫度超過400 °C（752 °F），主要是由於大氣中溫室氣體的含量。這顆行星缺乏保護性磁場來抵禦太陽風的大氣剝離，這表明其大氣是由火山活動維持的。它的表面顯示出火山活動的廣泛證據，並伴有停滯的蓋體構造。金星沒有天然衛星。

#### 地球
地球（0.98–1.02 AU）是宇宙中唯一已知存在生命和地表液態水的地方。地球大氣層中含有78%的氮和21%的氧，這是生命存在的結果。這顆行星有一個複雜的氣候和天氣系統，氣候區域之間的條件差異很大。地球的固體表面主要由綠色的植被、沙漠和白色的冰蓋為主。地球表面是由形成大陸塊的板塊構造塑造的。地球的行星磁層保護地表免受輻射，限制大氣剝離並保持生命的適居性。
- 月球

月球是地球唯一的天然衛星，它的直徑是地球的四分之一。它的表面覆蓋著非常細的風化層，並以撞擊坑為主。月球上的大片黑斑稱為海，是由過去的火山活動形成的。月球的大氣層非常稀薄，由粒子密度低於 107的部分真空組成−3。

#### 火星
火星 (1.38–1.67 AU)其半徑約為地球的一半。由於火星土壤中的氧化鐵，它的表面大部分都是紅色的，並且極地地區被水和二氧化碳結成的白色冰蓋覆蓋。火星的大氣層主要由二氧化碳組成，表面壓力是地球的0.6%，足以產生一些天氣現象。在火星年（687 個地球日）期間，火星表面溫度在−78.5 °C（−109.3 °F）至5.7 °C（42.3 °F）。地表遍佈火山和裂谷，並擁有豐富的礦物。火星具有高度 分化的內部結構，並失去了磁層40億年前。 火星有兩顆小衛星：
- 火衛一福波斯

福波斯比較靠近火星。它是一個形狀不規則的小天體，平均半徑為11 km（7 mi）。它的表面以撞擊坑為主，而且反射率非常低。特別是，福波斯的表面有一個非常大的 史蒂克尼撞擊坑，半徑大致為4.5 km（2.8 mi）。 
- 火衛二戴摩斯

戴摩斯是離火星較遠的衛星。與火衛一福波斯一樣，它的形狀不規則，平均半徑為6 km（4 mi），表面反射的光線也很少。然而，因為風化層覆蓋了部分撞擊坑，戴摩斯的表面明顯比幅波斯更光滑。

### 小行星

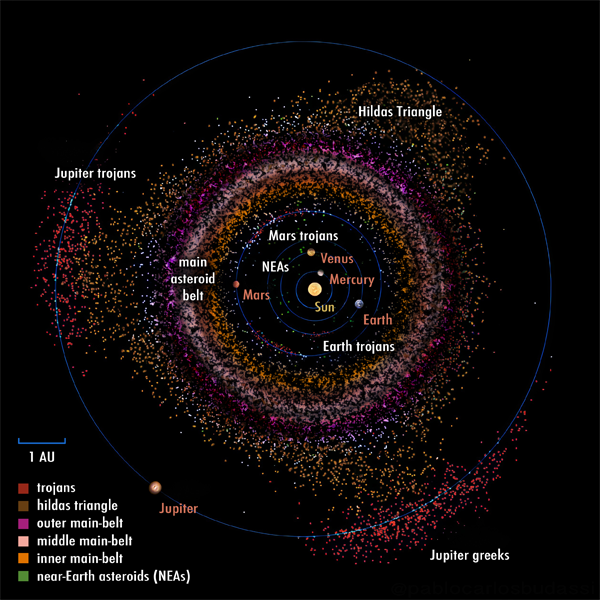

除了最大的穀神星外，其它小行星被歸類為太陽系小天體，主要由含碳的、耐火難熔的岩石和金屬礦物組成，並含有一些冰，它們的大小從幾米到幾百公里不等。許多小行星分為小行星群和家族。基於它們的軌道特性，一些小行星有天然衛星圍繞著它們運行，即圍繞較大小行星運行的小行星。
- 水星軌道穿越小行星是那些近日點在水星軌道內側的小行星。迄今為止，已知至少有362個天體，其中包括太陽系中已知的離太陽最近的天體[135]。目前還沒有發現位於水星和太陽軌道之間的小行星：祝融型小行星[136][137]。截至2024年，已發現一顆小行星594913 愛洛查赫妮姆完全在金星軌道內運行[138]。
- 金星軌道穿越小行星是那些穿過金星軌道的小行星。截至 2015 年有 2,809顆[139]。
- 近地小行星的軌道相對接近地球的軌道[140]，其中一些因為它們將來可能會與地球碰撞，是潜在威脅天體[141][142]2024年，有超過37,000顆近地小行星已被發現[143]。許多足够大，軌道繞太陽運行的流星體，可以在撞擊地球之前在太空中被追跡。現在人們普遍認為，過去的碰撞在塑造地球的地質和生物歷史方面起了重要作用[144]。
- 火星軌道穿越小行星是那些近日點超過1.3天文單位，穿過火星軌道的小行星[145]。截至2024年，美國國家航空暨太空總署列出了26,182顆已確認穿越火星軌道的小行星[139]。

#### 主小行星帶
小行星帶位於距離太陽2.3至3.3 AU之間的環形區域，即位於火星和木星的軌道之間。它被認為由於木星的引力干擾而未能聚結，是太陽系形成的殘留物。小行星帶包含數萬顆，也可能是數百萬顆直徑超過一公里的天體。儘管如此，小行星帶的總質量不太可能超過地球質量的千分之一。小行星帶人口稀少；太空船通常都會順利通過。

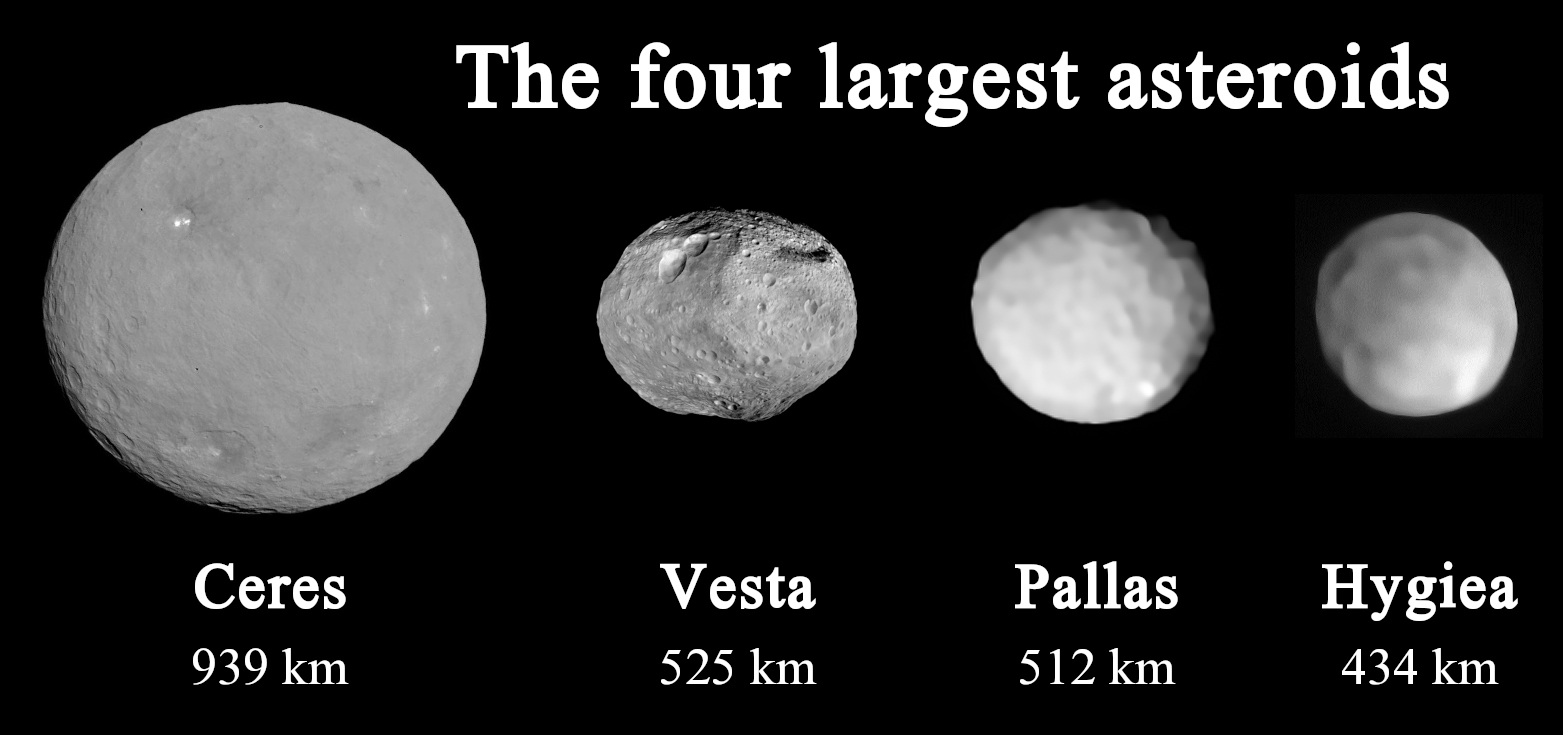
四顆最大的小行星：穀神星、灶神星，智神星和健神星。只有穀神星和灶神星被太空船訪問過，因此有詳細的照片。

下面是對主小行星帶中三個最大天體的描述。它們都被認為是相對完整的原行星，是成為完全形成的行星之前的前兆階段（見值得關注的小行星列表）：
- 穀神星（2.55–2.98 AU）是主小行星帶中唯一的矮行星[152]。它是主行星帶中最大的天體，直徑為940 km（580 mi）[153]。其表面含有碳的混合物[154]，冷凍水和水合物的礦物質[155]。有過去冰火山活動的迹象，其中揮發成份物質，例如水，噴發到表面，形成表面的亮點 [156]。穀神星有一個非常薄的水蒸氣大氣層，但實際上它與真空幾乎沒有區別[157]。

- 灶神星（2.13–3.41 AU）是主小行星帶中的第二大的天體[158]。它的碎片作為灶神星族的成員[159]，以及在地球上發現的眾多HED隕石而倖存下來[160]。灶神星的表面主要由玄武岩和變質岩構成，其成分比穀神星更為緻密[161]。它的表面有兩個巨大的隕石坑：雷亞希爾維亞盆地和維納尼亞盆地[162]。

- 智神星（2.15–2.57 AU）是主小行星帶中的第三大的天體[158]。它有自己的智神小行星族 [159]。因為它從未被航天器造訪過，關於智神星我們所知不多[163]，但是預期它的表面由矽酸鹽組成[164]。

希爾達小行星是與木星呈3：2的軌道共振小行星族；也就是說，它們每繞太陽三圈，木星就繞太陽二圈。它們位於木星和主小行星帶之間的三個相連的小行星集團中。
特洛伊小行星是位於另一個天體引力穩定的拉格朗日點：L4，在其軌道上領先 60°，或L5，在其軌道上後方 60°。已知除水星和土星以外的每顆行星都至少擁有1顆特洛伊天體。木星特洛伊的小行星數量大致等於主小行星帶的小行星數量。 繼木星之後，海王星擁有最多的特洛伊小行星，已知的有28顆。

## 外太陽系
外太陽系是霜线以外的區域，是四个巨行星（木星、土星、天王星和海王星）及其大型衛星（其中许多是行星级别的）和各类海王星外天体（包括柯伊伯带的矮行星、离散盘和独立天体）的所在地，半人馬小行星和許多短週期彗星也在這個區域運行。由於它們與太陽的距離較遠，外太陽系中的固體物體比內太陽系的行星含有更高比例的揮發物，如水、氨和甲烷，因為此處較低的溫度使這些化合物能夠保持固體，而不會有明顯的昇華。

### 外行星

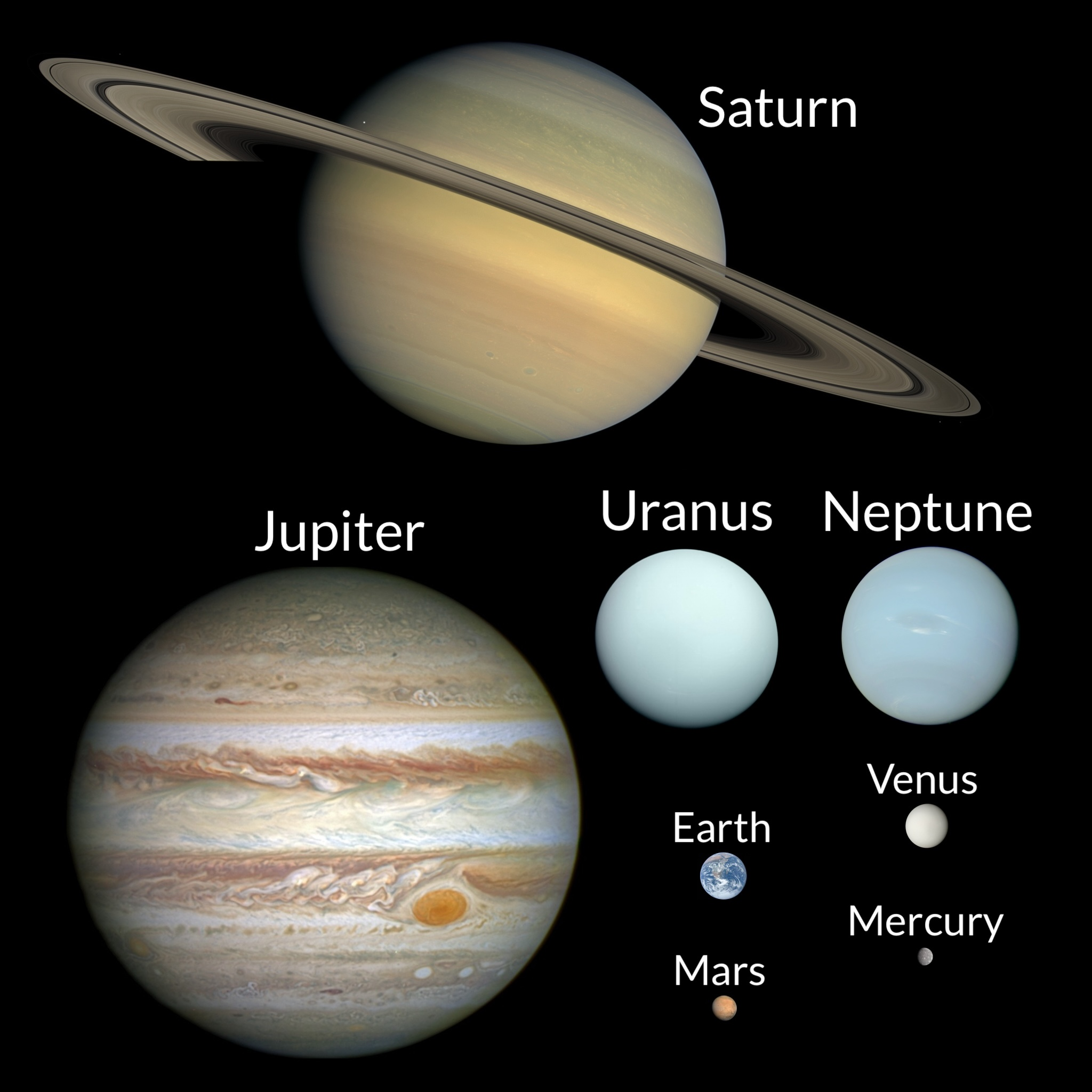
外行星木星、土星、天王星和海王星，與右下角的內行星地球、金星、火星和水星尺寸的比較。

這四顆外行星，稱為巨行星或類木行星，合計佔圍繞太陽運行的質量的99%。這四顆巨行星都有多顆衛星和各自的環系統，然而只有土星的環可以從地球上很容易觀察到。 木星和土星主要由熔點極低的氣體組成，例如氫、氦和 氖，因此它們被稱為氣態巨行星。天王星和海王星是冰巨行星，這意味著它們主要是由天文意義上的冰（熔點高達幾百K的化合物，例如水、甲烷、氨、硫化氫和二氧化碳等組成。）。這些冰冷的物質也構成了位於海王星軌道之外的巨行星的大部分衛星和小天體。

#### 木星
木星（4.95–5.46 AU）是太陽系中體積、質量最大的行星。在它的表面，有橙棕色和白色的雲帶通過大氣環流的原理移動，巨大的風暴在表面旋轉，如大紅斑和白色的「橢圓」。 木星擁有足夠強的磁層，可以重定向電離輻射並在其兩極上引發極光。
截至2024年，木星有 95顆已確認的衛星，大致可以分為2組，8群：
- 規則衛星

- 內圈衛星群，又稱阿瑪爾忒亞群：包括梅蒂斯、阿德剌斯特亞、阿瑪爾忒亞和忒拜。它們的軌道比其它衛星更靠近木星。來自這些天然衛星的物質是木星暗淡光環的來源。
- 主衛星群，又稱伽利略衛星：包括蓋尼米德、卡利斯多、埃歐和歐羅巴。它們是木星最大的衛星，具有行星的特性。

- 不規則衛星，由小得多的天然衛星組成[181]。並擁有較遠、傾角較大的軌道。它們聚集成群，各群內的衛星均有相似的物理數據（半長軸、軌道傾角和離心率）和成分。相信有一部分是較大的小天體被木星吸引過來的小行星撞擊碎裂形成的。這些衛星群以其最大成員命名。它們的鑒別並不明確，以下列出較典型的衛星群：[182][183][181]

- 順行衛星：

- 木衛十八：是不規則衛星中最靠近木星的一顆，並不屬於任何一個已知衛星群。
- 希瑪利亞群：半長軸跨越1.4億米，軌道傾角跨越1.6°（27.5 ± 0.8°），離心率介乎0.11至0.25。有人提出它們是小行星帶天體碎裂的殘骸。
- 木衛六十二：順行衛星中最遠離木星的一顆，並不屬於任何一個已知衛星群。

- 逆行衛星

- 加爾尼群:半長軸跨越1.2億米，軌道傾角跨越1.6°（165.7 ± 0.8°），離心率介乎0.23至0.27。其成員的顔色十分一致（淺紅），相信源自D-型小行星，可能是一顆木星的特洛依衛星。
- 阿南刻群：範圍較廣，半長軸跨越2.4億米，軌道傾角跨越8.1°（145.7°至154.8°），離心率介乎0.02至0.28。大部分成員呈灰色，相信是被捕獲的小行星的碎片。
- 帕西法爾群:分佈較散，半長軸跨越超過1.3億米，軌道傾角為144.5°至158.3°，離心率介乎0.25和0.43。其成員的顔色也有明顯的差異（從紅到灰），很可能是多重撞擊的結果。木衛九常被歸於此類

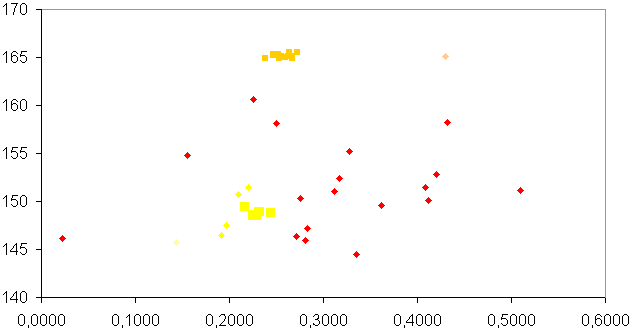
逆行衛星：軌道傾角（°）和離心率，橙色為卡耳墨衛星群，黃色為阿南刻衛星群高度傾斜的軌道

#### 土星
土星（9.08–10.12 AU）有一個獨特的可見環系統，由小的冰屑和岩石顆粒組成，圍繞著赤道運行。它與木星一樣，主要由氫和氦組成。土星內部大氣有對流活動，會下氦雨來釋放能量提供輻射。在土星的南北兩極，有比地球直徑還大，奇特的六邊形風暴。土星有一個磁層，能夠產生微弱的極光。
截至 2025年，土星有247顆已確認的衛星，分為：
- 在土星環內部或附近運行的超小衛星和牧羊犬衛星。超小衛星只能清除它軌道上的部分塵埃[186]，而環的牧羊犬衛星能夠完全清除塵埃，在環上形成可見的間隙[187]。
- 內部大型衛星：彌瑪斯、恩克拉多斯、特提斯和狄俄涅。這些衛星在土星的E環。它們主要由水冰組成，並被認為具有不同的內部結構[188]。
- 特洛伊衛星：卡呂普索和忒勒斯托（特提斯的托特洛伊），和海倫和波呂丟刻斯（狄俄涅的特洛伊）。這些小衛星與特提斯和狄俄涅共享軌道，要麼領先，要麼落後[189][190]。
- 外部大衛星：瑞亞、泰坦、海柏利昂、和 伊阿珀托斯[188]。泰坦是太陽系中唯一一顆擁有大量大氣層的衛星[191]。
- 不規則衛星：它們的軌道比其他衛星更遠，由明顯較小的天然衛星組成。 福柏是土星最大的不規則衛星[192]。

#### 天王星
天王星（18.3–20.1 AU）：在行星中獨一無二，它以 >90° 的轉軸傾角側身繞著太陽運行。因為兩個極點交替指向太陽，然後又背向太陽，這給這顆行星帶來了極端的季節性變化。天王星的外層是柔和的青色，但這些雲層下面是關於其氣候的許多謎團，例如異常低的內部熱量和不穩定的雲形成。
截至 2024 年，天王星有 28顆已確認的衛星，分為三組：
- 內衛星：它們在天王星的環系統內運行[194]。 它們彼此非常接近，這表明它們的軌道是混沌的[195]。
- 大型衛星：緹坦妮雅、奧伯隆、烏姆柏裡厄爾、艾瑞爾，和米蘭達[196]。除了米蘭達，它主要由冰組成，其餘四顆都由大致相等數量的岩石和冰組成[197]。
- 不規則衛星：具有比其它衛星更遠和偏心的軌道[198]。

#### 海王星
海王星（29.9–30.5 AU）是太陽系中已知最遙遠的行星。它的外層大氣略帶柔和的青色，表面偶爾會出現看起來像黑斑的風暴。與天王星一樣，海王星的許多大氣現象仍無法解釋，例如熱層異常高溫或其磁層的強烈傾斜（47°）。
截至 2024年，海王星有16顆已確認的衛星，分為兩組：
- 規則衛星：它們具有位於海王星赤道附近的圓形軌道[192]。
- 不規則衛星：顧名思義，它們的軌道不太規則。其中之一，特里頓是海王星最大的衛星。它在地質上很活躍，有噴發著氮氣的間歇泉，並擁有稀薄、渾濁的氮氣大氣[191][199]。

### 半人馬小行星
半人馬小行星是冰冷的彗星狀天體，其半長軸比木星長，比海王星短（在5.5到30 AU之間）。這些是以前古柏帶和離散盤天體（英語：Scattered Disc Objects，SDOs），它們因外行星引力的攝動而更靠近太陽，預計將成為彗星或被逐出太陽系。雖然大多數半人馬小行星是不活躍的，類似小行星，但有些表現出彗星活動，例如發現的第一顆半人馬小行星2060 凱龍，因為它接近太陽時會像彗星一樣產生彗髮，因此它被歸類為彗星（95P）。已知最大的半人馬小行星，女凱龍星，已知直徑約為250 km（160 mi），並且是少數擁有環系統的小行星之一。

## 海王星外區域
海王星軌道之外是「海王星外區域」，有甜甜圈形狀的古柏帶、冥王星和其它幾顆矮行星的家園，還有一個重疊的離散天體盤，它延伸得比古柏帶遠得多，並向太陽系的軌道面傾斜。整個地區基本上仍未被探索。它似乎是由數以千計，主要由岩石和冰組成的小世界。其中最大的世界直徑只有地球的五分之一，並且質量遠小於月球。這個區域有時被描述為「太陽系的第三區」，包圍著內太陽系和外太陽系 。

### 古柏帶

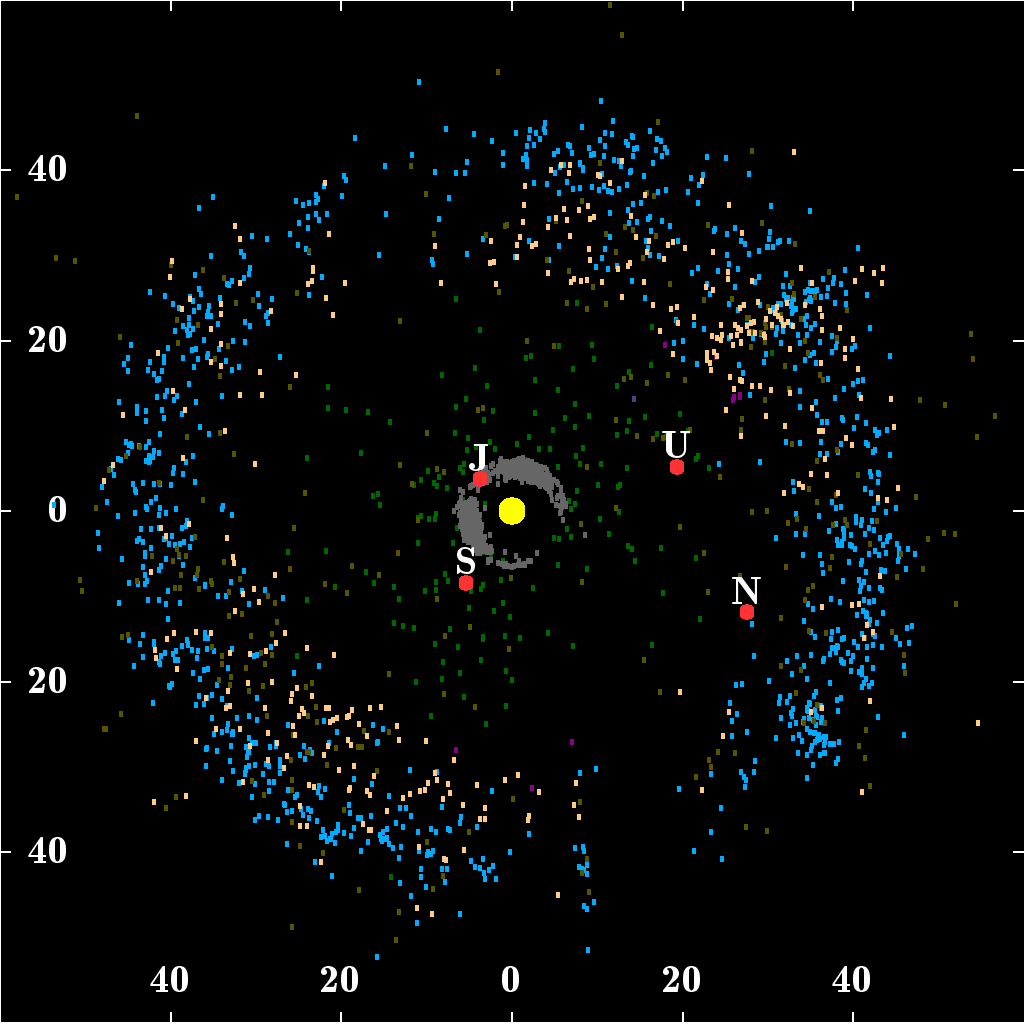
古柏帶和其它小行星群周圍的物體圖。J、S、U和N分別代表木星、土星、天王星和海王星。

古柏帶天體的軌道分類。一些受到軌道共振影響的星團被標記出來。

古柏帶是一個類似於小行星帶的巨大碎片環，但主要由冰組成的物體組成。它與太陽的距離從30到50天文單位。儘管其中最大的幾顆可能大到足以成為矮行星，但它主要是由太陽系的小天體組成。據估計，有超過100,000個古柏帶天體的直徑大於50 km（30 mi），但古柏帶的總質量被認為只有地球質量的十分之一甚至百分之一。許多古柏帶天體都有衛星，大多數這些成員的軌道與黃道平面基本傾斜（約10°）。
古柏帶大致可分為「傳統古柏帶天體」和「共振海王星外天體」。後者的軌道週期與海王星的週期成簡單的整數比：例如，海王星每繞太陽三圈它就繞兩圈，或者每繞兩圈它繞一圈。傳統帶從大約39.4天文單位延伸到47.7天文單位，由與海王星沒有共振的天體組成。傳統古柏帶的成員有時被稱為「QB1天體」，以紀念第一個被發現的同類，最初被命名為1992'QB1'（現在被命名為(15760) Albion）；它們仍然處於接近原始的低離心率軌道上。
天文學家們強烈地認為古柏帶的五個成員是矮行星。許多考慮中的矮行星候選者，正在等待進一步的數據進行驗證。
- 冥王星（29.7–49.3 AU）是古柏帶中已知最大的天體。冥王星的軌道與黃道面傾斜17度，有相對較大的離心率。冥王星與海王星有2：3共振，這意味著海王星每繞太陽三圈，冥王星繞太陽運行兩圈。共用這種共振軌道的古柏帶天體稱為冥族小天體（英語：Plutino）[212]。冥王星有五顆衛星：卡戎、斯堤克斯（英語：Styx）、尼克斯 （英語：Nix）、科伯羅司 （英語：Kerberos）、和許德拉（英語：Hydra）[213]。
  - 卡戎：冥王星最大的衛星，有時被描述為與冥王星同屬聯星系統的一部分，因為這兩個天體在其表面上方圍繞重心的引力運行（即它們似乎「圍繞彼此旋轉」）。
- 亡神星（30.3–48.1 AU）：它與冥王星處於相同的2：3軌道共振中，並且是僅次於冥王星本身的此類天體[214]。它的偏心率和傾角與冥王星相似，但它的近日點與冥王星的近日點相距約120°。因此，亡神星軌道的 相位與冥王星的軌道相反：亡神星位於遠日點（最近一次是在 2019 年），而冥王星位於近日點（最近一次是在1989年），反之亦然[215]。因此，它也被稱為「反冥王星」[216][217]。它有一個已知的衛星，萬斯[218]。
- 妊神星（34.6–51.6 AU）：它於2005年被發現[219]。它與海王星處於 7：12 的臨時的共振軌道中[214]。妊神星擁有一個環系統，兩顆已知的衛星命名為海亞卡（英語：Hiʻiaka）和納馬卡（英語：Namaka），並且因為旋轉得如此之快（每 3.9 小時一次），以至於它被拉伸成一個橢球體。它是古柏帶天體碰撞家族的一部分，這些天體具有相似的軌道，這表明數十億年前噴射到太空的碎片對妊神星造成了巨大撞擊[220]。
- 鳥神星（38.1–52.8 AU）：雖然比冥王星小，但它是「傳統」（即與海王星沒有確認共振的古柏帶天體）古柏帶中已知最大的天體。鳥神星是古柏帶中僅次於冥王星的最亮天體。它於2005年被發現，並於2009年正式命名為「鳥神星」[221]。它的軌道比冥王星傾斜得多，為29°[222]。它有一顆已知的衛星S/2015（136472）1[223]。
- 創神星（41.9–45.5 AU）：它是經傳統古柏帶中已知的第二大天體，僅次於鳥神星。它的軌道離心率和軌道傾角都比鳥神星和妊神星的小得多[214]。它擁有一個環系統和一顆已知的衛星，韋沃特（英語：Wywot）[224]。

### 離散盤

散射盤群的軌道離心率和傾角與傳統和共振古柏帶天體的比較。

離散盤與古柏帶重疊，但延伸到500天文單位附近，被認為是短週期彗星的來源。據信，離散盤的圓盤狀物體在海王星早期向外遷移的引力影響下被擾動到不穩定的軌道上。大多數散射的離散盤天體在古柏帶內都有近日點，但遠日點在古柏帶之外（有些距離太陽超過150天文單位）。離散盤天體的軌道可以從黃道平面傾斜46.8°。一些天文學家認為離散盤只是古柏帶的另一個區域，並將離散盤天體描述為「散射的古柏帶天體」。一些天文學家將半人馬小行星歸類為向內散射的古柏帶天體，而離散盤天體為向外散射的古柏帶天體。
現時，天文學家普遍認為，離散盤中的兩個天體是矮行星：
- 鬩神星（38.3–97.5 AU）：是已知最大的離散盤天體，也是已知質量最大的矮行星。鬩神星的發現引發了關於行星定義的爭論，因為它的質量比冥王星大25%[228]，和大約相同的直徑。它有一顆已知的衛星，迪絲諾美亞（英語：Dysnomia）。與冥王星一樣，它的軌道高度偏心，近日點為38.2天文單位（大約是冥王星與太陽的距離）和遠日點為97.6天文單位，並以44°的角度陡峭地向黃道平面傾斜[229]。
- 共工星（33.8–101.2 AU）：除了軌道與海王星處於3:10的共振狀態，它是一顆軌道與鬩神星相當的矮行星[D 10]。它有一顆已知的衛星，相柳星（英語：Xiangliu）[230]。

| 天体     | 英文名   | 编号    | 半径 （公里） | 质量 （1021千克） | 平均轨道半径 （天文单位） | 分类 柯伊伯带包括冥族小天体、 QB1天体、其它共振天体 |
| -------- | -------- | ------- | ------------- | ----------------- | ------------------------- | --------------------------------------------------- |
| 谷神星   | Ceres    | 1       | 475±2         | 0.94              | 2.77                      | 小行星带                                            |
| 冥王星   | Pluto    | 134340  | 1185±10       | 13.05             | 39.26                     | 冥族小天体                                          |
| 阋神星   | Eris     | 136199  | 1163±6        | 16.7              | 67.67                     | 離散盤                                              |
| 鸟神星   | Makemake | 136472  | 715±7         | 3                 | 45.79                     | QB1天体                                             |
| 妊神星   | Haumea   | 136108  | 620±30        | 4.01              | 43.13                     | 其它共振天体                                        |
| 共工星   | Gonggong | 225088  | 640±105       | 2                 | 67.21                     | 離散盤                                              |
| 冥卫一   | Charon   | Pluto I | 604±2         | 1.52              | 39.26                     | 冥族小天体或卫星                                    |
| 创神星   | Quaoar   | 50000   | 555±3         | 1.4               | 43.58                     | QB1天体                                             |
| 赛德娜   | Sedna    | 90377   | 498±40        | 0.8               | 518.57                    | 離散盤或内奥尔特云                                  |
| 2002 MS4 |          | 307261  | 470±30        | 0.7               | 41.93                     | QB1天体或離散盤                                     |
| 亡神星   | Orcus    | 90482   | 460±10        | 0.64              | 39.17                     | 冥族小天体                                          |
| 潫神星   | Salacia  | 120347  | 430±20        | 0.45              | 42.19                     | QB1天体或離散盤                                     |

### 擴展海王星外天體

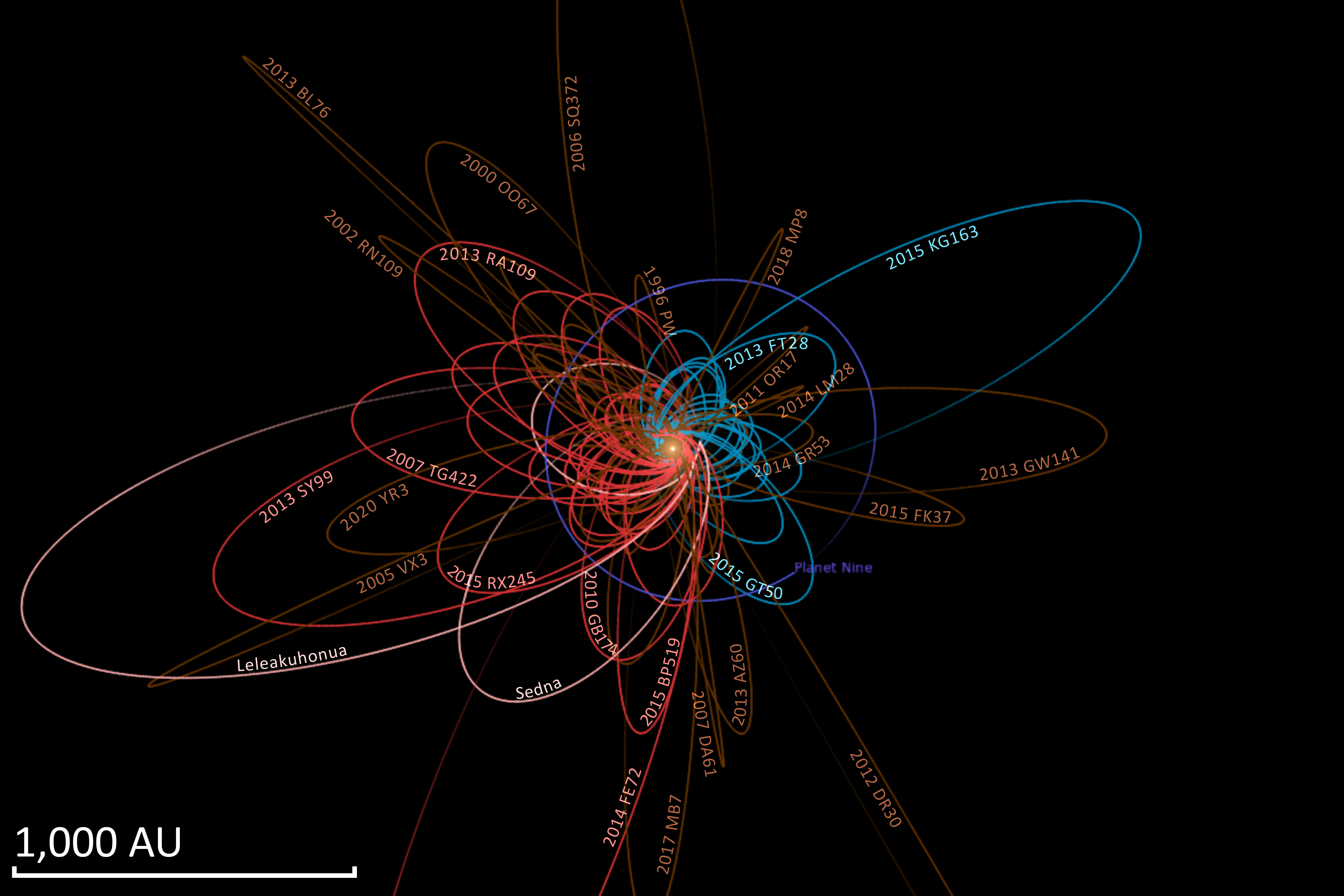
賽德娜、2012 VP113、541132 Leleākūhonua（粉紅色）和其他非常遙遠的天體（紅色、棕色和青色）的當前軌道，以及假想的第九行星（深藍色）的預測軌道。

太陽系中的一些天體具有非常大的軌道，因此與其它小行星族群相比，它們受已知巨行星的影響要小得多。這些天體被稱為擴展海王星外天體，簡稱ETNO。一般來說，ETNO的半長軸長度至少為150-250 AU。例如，541132 Leleākūhonua約每32,000年繞太陽一周，與太陽的距離65-2000天文單位。
天文學家將這個族群分為三個子群體。離散盤ETNO的近日點約為38-45AU，其離心率異常高，超過0.85。與規則的離散盤天體一樣，它們可能是海王星引力散射的結果，並且仍然與巨行星相互作用。獨立ETNO的近日點大約在40-45和50-60天文單位之間，與離散盤的ETNO相比，受海王星的影響較小，但仍然相對靠近海王星。類賽德娜天體或希爾雲天體的近日點超過50-60AU，距離海王星太遠，不會受到它的强烈影響。
現時，有一顆ETNO被歸類為矮行星：
- 賽德娜（76.2–937 AU）：這是被發現的第一顆擴展海王星外天體。它是一顆巨大的紅色天體，賽德娜需要大約11,400年才能完成一個繞太陽的軌道。麥克·布朗於2003年發現了這個天體，他斷言它不可能是離散盤或古柏帶的一部分，因為它的近日點太遠，不會受到海王星遷移的影響[236]。賽德娜族群是以賽德娜的名字命名[234]。

### 太陽圈邊緣
：太陽的星風泡，即太陽圈，是一個由太陽主導的空間區域，其邊界位於「終端震波」處。根據太陽相對於本地靜止標準的本動速度，星際介質的邊界距在太陽的迎風面約為80-100 AU，在太陽背風的距離約為200 AU。太陽風在這裡與星際介質碰撞，然後急劇减速、凝結並變得更加動盪，形成一個被稱為日鞘的巨大橢圓形結構。

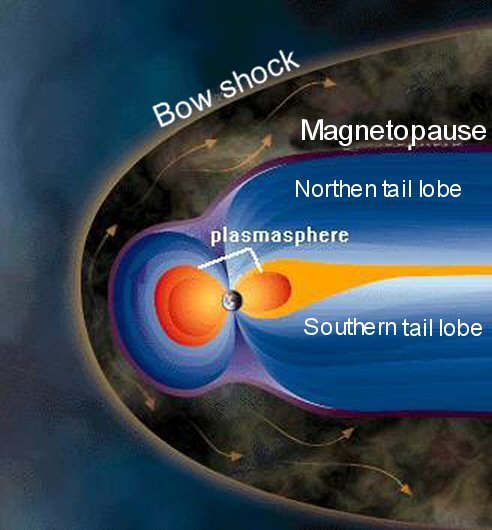
太陽磁層和太陽圈圖。

理論上，日鞘的外觀和行為非常像彗星的尾巴，在迎風側向外延伸40 AU，但在背風側延伸的距離是後者的許多倍，可能達到數千AU。來自「卡西尼號」和「星際邊界探測器」的證據表明，它是在星際磁場的約束作用下被迫形成氣泡形狀的，但實際形狀仍然未知。
太陽圈外邊緣的形狀和形式可能受到與星際介質相互作用的流體動力學以及南方盛行的太陽磁場的影響，例如，它的形狀是直截了當的，北半球比南半球延伸9 AU。日球層頂被認為是星際介質的開始。在日球層頂之外，大約在230天文單位處，存在弓形激波：太陽穿過銀河系時留下的電漿「尾迹」。 日球層頂外的大型物體仍然受到太陽的引力束縛，但星際介質中的物質流動使微尺度物體的分佈均勻化。

## 其它成員

### 彗星

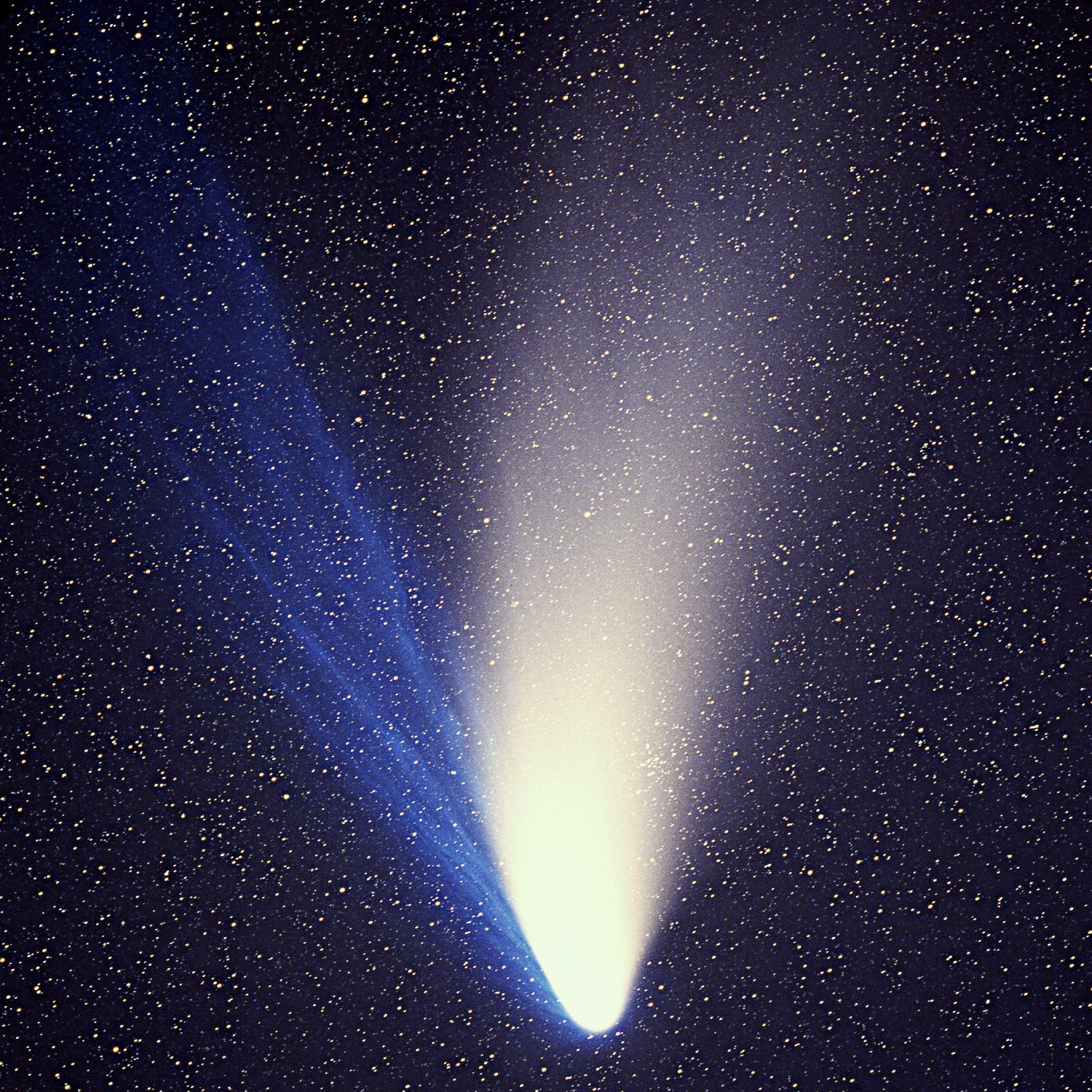
1997年看到的海爾-波普彗星

彗星是太陽系小天體，通常只有幾公里的直徑，主要由揮發性冰體組成。它們的軌道高度離心，通常是近日點在內行星軌道內，而遠日點在冥王星軌道之外。當一顆彗星進入內太陽系時，它靠近太陽會導致其冰冷的表面昇華和電離，形成彗髮，並且肉眼經常可見的氣體和塵埃的長尾。
短週期彗星的軌道週期時間不到200年，長週期彗星的軌道週期長達數千年。短週期彗星被認為起源於古柏帶，而長週期彗星，如海爾-波普彗星，被認為起源於歐特雲。許多彗星群，如克魯茲族彗星，是由單一母彗星分裂而成的。 一些具有雙曲線軌道的彗星可能起源於太陽系外，但很難確定它們的精確軌道。那些揮發物大多被太陽變暖趕走的老彗星通常被歸類為小行星。

### 流星體、流星和塵埃

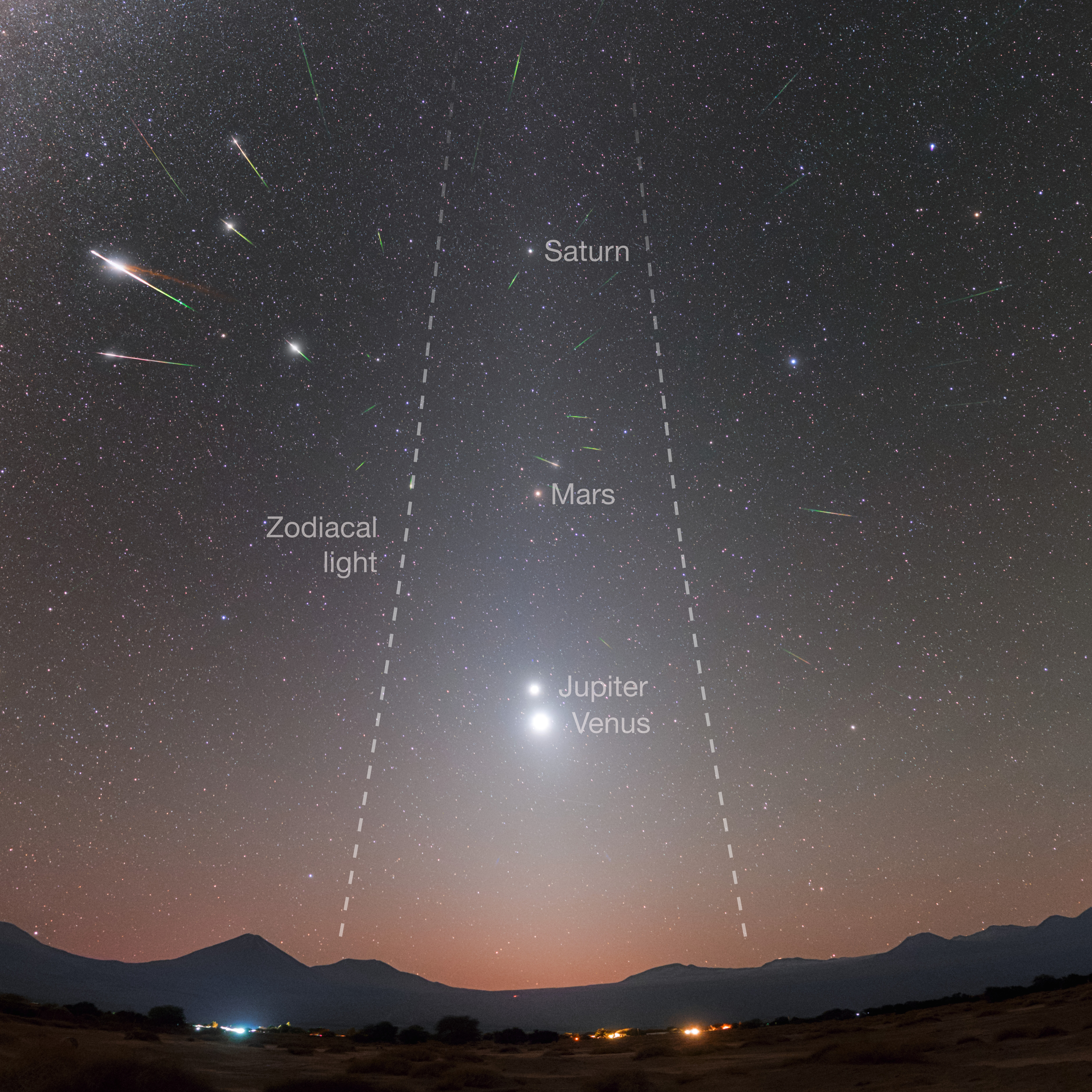
行星、黃道光和流星雨（圖片左上角）

小於一米的固體物體通常被稱為流星體和微流星體（粒徑），而多年來一直在爭論這兩類物體該如何的確切劃分。到2017年，國際天文學聯合會將直徑在〜30微米至1米之間的任何固體物體指定為流星體，並貶低了微流星體的分類，而是將較小的顆粒簡單地稱為「塵埃顆粒」。
一些流星體是通過彗星和小行星解體形成的，而另一些則是通過行星體噴出的撞擊碎片形成的。大多數流星體是由矽酸鹽和較重的金屬如鎳和鐵組成的。當彗星穿過太陽系時，會產生一系列流星體；據推測，這要麼是由於彗星物質的蒸發，要麼是由於休眠彗星的簡單破裂造成的。當穿越大氣層時，這些流星體會因進入大氣層而在天空中產生明亮的條紋，稱為流星。如果流星體以平行軌跡進入大氣層，流星似乎是從天空中的一個點「輻射」，因此這種現象稱流星雨。
內太陽系是黃道塵埃雲的家園，在黑暗、未受污染的天空中，它以朦朧的黃道光呈現。它可能是由與行星的引力相互作用引起的小行星帶內的碰撞產生的；最近提出的一種起源是來自火星的物質。外太陽系有一個宇宙塵埃雲。它從大約10 AU延伸到大約40 AU，可能是由古柏帶內的碰撞造成的。

## 邊界區域和不確定性
太陽系的大部分地區仍然未知。瞭解數千天文單位以外的地區很困難，因此這一區域幾乎仍全未測繪。這一地區的研究取決於對那些軌道恰好受到擾動的少數物體的推斷，這些物體離太陽較近，但即使如此，也只有當它們碰巧變得足够明亮，可以登記為彗星時，才有可能探測到這些物體。在太陽系的未知區域可能有許多尚未發現的物體。
歐特雲是一個理論上由多達一萬億個冰質物體組成的球形外殼，被認為是所有長週期彗星的來源。用現時的成像科技無法直接觀察歐特雲。理論上，它圍繞太陽系的距離約為50,000 AU（〜0. 9ly），可能遠至100,000 AU（〜1.8光年）。 .  歐特雲被認為是由彗星組成的，這些彗星是通過與外行星的引力相互作用從內太陽系噴出的。歐特雲天體移動非常緩慢，可能會受到罕見事件的干擾，如碰撞、路過恆星的引力效應，或銀河系施加的星系潮汐、潮汐力 。

藝術家印象中的歐特雲：一個仍然位於太陽系影響範圍內的區域，包括對更深處古柏帶的描繪（插圖）；為了提高可見性，天體的大小被放大了。

截至2020年代，一些天文學家根據擴展海王星外天體軌道的統計方差，假設第九行星（海王星外的行星）可能存在。它們最接近太陽的地方大多聚集在一個扇區周圍，它們的軌道也同樣傾斜，這表明一顆大行星可能會在數百萬年內影響它們的軌道。然而，一些天文學家表示，這一觀測結果可能歸因於觀測偏差或純粹的巧合。另一種假設是另一顆恆星的近距離飛越擾亂了外太陽系。
太陽的引力場支配周圍恆星的引力估計約為兩光年（125,000 AU）。相比之下，對歐特雲半徑的估計不會低於50,000 AU。大部分質量都在3,000到100,000 AU之間的軌道上運行。已知最遙遠的天體，如威斯特彗星，其遠日點距離太陽大約在70,000 AU。太陽相對於銀河系核心的希爾球，即其引力影響的有效範圍，被認為可以延伸到一千倍遠，並包含假想的歐特雲。根據格裏布·亞曆山德羅維奇·切博塔列夫的計算，其數值為230,000 AU。

在星際介質內的太陽系（左）與不同的區域。距離是以對數尺度標示。

## 鄰近的天體

本地星際雲、G雲和周圍恆星的示意圖。截至2022年，太陽系在雲層中的精確位置仍是天文學中一個懸而未決的問題。

在距離太陽10光年的範圍內，恆星相對較少，最近的是三合星系統南門二（半人馬座α星），它距離太陽約4.4光年，可能位於本地氣泡G雲中。南門二A星和B星是一對緊密相連的類太陽恆星，而離太陽最近的恆星毗鄰星，是一顆以0.2光年的距離繞著這對恆星運行的小紅矮星。2016年，一顆潜在的適居系外行星被發現圍繞著毗鄰星運行，被稱為毗鄰星b，是離太陽最近的已確認系外行星。
太陽系被本地星際雲包圍，然而尚不清楚它是嵌入了本地星際雲中，還是位於雲邊緣之外。在距離太陽300光年的區域內的本地泡存在著多個其它的星際雲。本地泡的特徵是星際介質中直徑約300光年的沙漏形空腔或超級氣泡。這個氣泡充滿了高溫電漿，這表明它可能是最近幾顆超新星的產物。
與鄰近的每個結構的長度都在數千光年左右，更寬的拉德克利夫波和「分裂」的線性結構（以前的古爾德帶）相比，本地泡是一個小的超級氣泡。所有這些結構都是獵戶座的一部分，獵戶座包含了銀河系中肉眼可見的大部分恆星。
恆星群在星團中一起形成，然後分解成共同運動的組合。肉眼可見的一個突出的群體是大熊座移動星群，它距離本地泡約80光年。最近的星團是畢宿星團，它位本地泡的邊緣。最近的恆星形成區是南冕座分子雲、蛇夫座ρ星雲複合體和金牛座分子雲；後者位於本地泡之外，是拉德克利夫波的一部分。
每10萬年會發生一次恆星在0.8光年距離內飛掠過太陽。最近曾接近的是舒爾茨星，它在大約7萬年前接近太陽至〜50,000 AU，可能穿過歐特雲的外側。每十億年就有1%的幾率，一顆恆星會在距離太陽不到100 AU的地方經過，這可能會擾亂太陽系。

## 銀河系位置

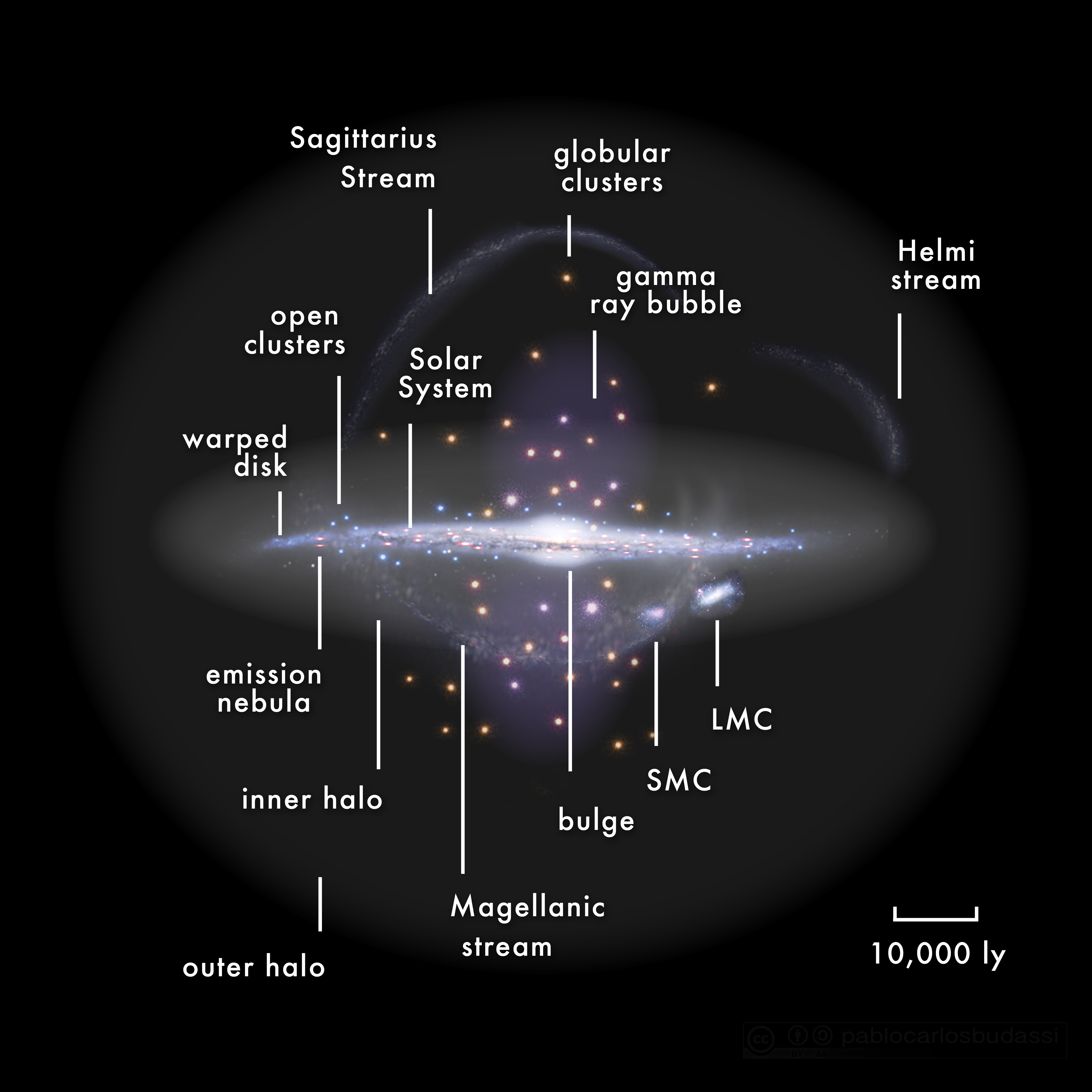
標明銀河系特徵和太陽系的相對位置的銀河系圖。

太陽系位於銀河系中，這是一個直徑約為100,000光年的棒旋星系，包含1000多億顆恆星。太陽是銀河系外圍旋臂之一的一部分，被稱為獵戶-天鹅臂或本地旋臂。它是靠近銀河系平面薄盤運行的恆星群中的一員。
它環繞銀河系中心的速度約為220公里/秒，因此每2.4億年完成一次公轉。這場公轉被稱為太陽系的銀河年。太陽向點是太陽穿過星際空間的路徑方向，在明亮恆星織女一的西南方靠近武仙座的方向上。黃道平面與銀河平面成約60°角。
太陽以近乎圓形的軌道圍繞銀河中心（超大質量黑洞人馬座A*所在的位置）運行，距離為26,660光年，以與旋臂大致相同的速度運行。如果它的軌道靠近中心，來自附近恆星的引力牽引可能會擾動歐特雲，並將許多彗星送入太陽系內部，產生對地球生命具有潛在災難性影響的碰撞。在這種情況下，銀河中心的強烈輻射可能會干擾複雜生命的發展。
太陽系在銀河系中的位置是地球上生命進化的一個因素。旋臂是 超新星、引力不穩定性和可能破壞太陽系的輻射的家園，但由於地球停留在本地支流中，因此不會頻繁地穿過旋臂，這為地球的生命進化提供了長期的穩定性。然而，根據有爭議的濕婆假說，太陽系相對於銀河系其他部分的位置變化可以解釋地球上的週期性滅絕事件。

## 發現和探索

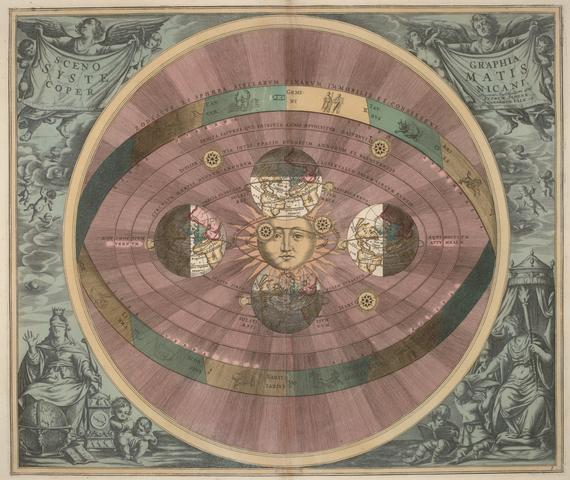
安德烈亞斯·塞拉里烏斯的插圖：哥白尼體系，出自Harmonia Macrocosmica（1660年）。

「光」在天空中移動的運動是行星經典定義的基礎：流浪的恆星。

幾個世紀以來，人類對太陽系的瞭解逐漸增長。直到中世紀晚期-文藝復興，從歐洲到印度的天文學家都認為地球是靜止在宇宙中心與在天空中移動的神聖或空靈物體截然不同。儘管 希臘哲學家薩摩斯的阿裡斯塔克斯推測出了日心說重新排序宇宙，尼古拉·哥白尼是已知第一個提出一種數學預測的日心說系統的人。
日心說並沒有立即戰勝地心說，但哥白尼的工作有其擁護者，特別是 約翰·克卜勒。克卜勒使用一個改進的日心模型，該模型在哥白尼的基礎上通過允許軌道是橢圓形的，以及第谷·布拉赫的精確觀測數據，產生了「魯道夫星曆表」，使得能夠準確計算當時已知行星的位置。皮埃爾·伽桑狄（英語：Pierre Gassendi）用它們預測了1631年的水星凌日；同樣的，傑裡邁亞·霍羅克斯（英語：Jeremiah Horrocks）也用它預測了1639年的金星凌日。這有力地證明了日心說和克卜勒橢圓軌道的正確性。
在17世紀， 伽利略開啟了望遠鏡在天文學中的應用；他和 西門·馬裡烏斯獨立發現木星有四顆衛星在圍繞它的軌道上運行。克里斯蒂安·惠更斯接續著這些觀察發現了土星的衛星 泰坦和土星環的形狀。1677年，愛德蒙·哈雷觀察水星從太陽前面經過的水星凌日，使他意識到對行星的太陽視差觀測（更理想的是利用金星凌日）可以使用三角學來確定地球、金星和太陽之間的距離。哈雷的朋友艾薩克·牛頓，在他1687年的權威著作《自然哲學的數學原理》，證明了天體與地球在本質上沒有區別：同樣的運動定律和引力適用於地球和天空上的天體（p. 142）。

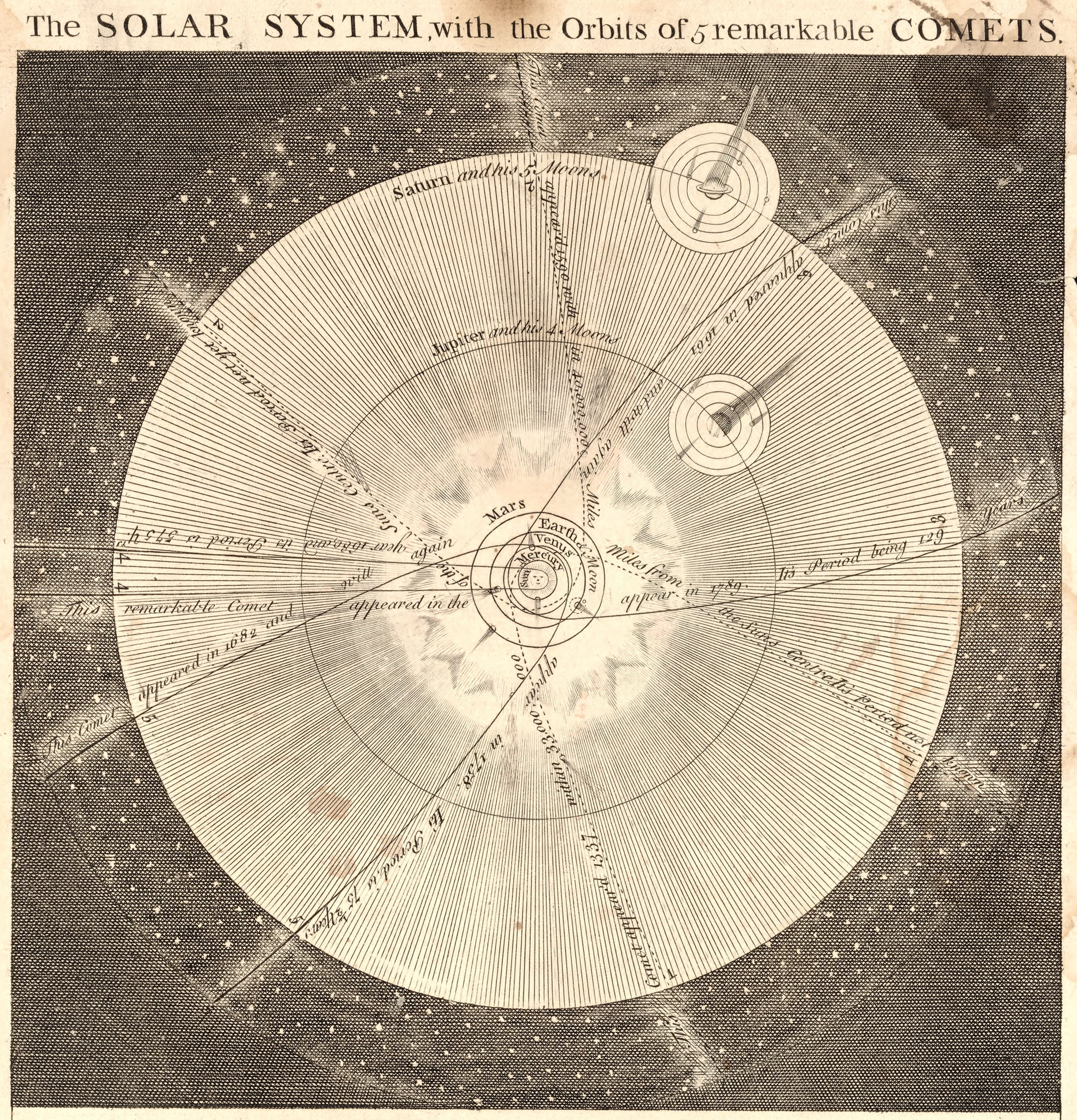
伊曼紐爾·鮑文在1747年繪製的太陽系圖。當時天王星、海王星和小行星帶都還沒有被發現。行星的軌道是按比例縮放的，但衛星的軌道和天體的大小未按比例縮放。

「太陽系」一詞於1704年進入英語，當時約翰洛克（英語：John Locke）用它來取代太陽、行星和彗星。 1705年，哈雷意識到，有一顆反覆看到的彗星是同一個天體，每75-76年定期返回一次。這是第一個證明除了行星之外，任何天體都反覆繞太陽運行的證據。然而小塞內卡在1世紀就對彗星提出了這個理論。對1769年的金星凌日仔細觀測使天文學家能夠計算出地球與太陽的平均距離為 93,726,900英里（150,838,800），僅比現代值高0.8%。
天王星，自1690年以來即偶爾被觀測到，甚至可能在自古代也曾看見過，但直到1783年，它才被認為是一顆在土星之外運行的行星。1838年，弗里德里希·威廉·貝塞爾成功地測量了恆星視差，這是地球繞太陽運動產生的恆星位置可見的變化，為日心說提供了第一個直接的實驗證明。海王星在幾年後的1846年被確定為一顆行星，這要歸功於它的引力導致天王星的軌道發生了輕微但可探測的變化。對水星軌道異常的觀測，導致對祝融星的搜尋。這是一顆被認為應該位於水星內部的行星，但這個假設與搜尋的嘗試在 1915年被阿爾伯特·愛因斯坦的廣義相對論否決了。
在20世紀，人類開始了圍繞太陽系的太空探索，從1960年代開始在太空放置望遠鏡。到1989年，所有八顆行星都已被太空探測器訪問過。迄今，探測器已從彗星 和小行星中帶回樣本，以及飛掠過太陽的日冕，和派訪了兩顆矮行星（冥王星和穀神星）。為了節省燃料，一些太空任務使用了重力輔助機動，例如兩艘'航海家號在飛過外太陽系中的行星時加速，以及 派克太陽探測器在飛越金星時減速以靠近太陽。
人類在1960年代和1970年代的阿波羅計劃期間登陸月球，並將在2020年代以阿提米絲計畫重返月球。20世紀和21世紀的發現促使在2006年重新定義「行星」一詞，因此冥王星被重分類為矮行星，以及對海王星外天體的進一步研究。

## 研究
对太阳系的长期研究，分化出了这样几门学科：
- 太阳系化学：空间化学的一个重要分科，研究太阳系诸天体的化学组成（包括物质来源、元素与同位素丰度）和物理－化学性质以及年代学和化学演化问题。太阳系化学与太阳系起源有密切关系。
- 太阳系物理学：研究太阳系的行星、卫星、小行星、彗星、流星以及行星际物质的物理特性、化学组成和宇宙环境的学科。
- 太阳系内的引力定律：太阳系内各天体之间引力相互作用所遵循的规律。
- 太阳系稳定性问题：天体演化学和天体力学的基本问题之一

## 其他行星系
虽然学者同意另外还有其他和太阳系相似的天体系统，但直到1992年才发现别的行星系。至今已发现几百个行星系，但是详细材料还是很少。这些行星系的发现是依靠多普勒效应，通过观测恒星光谱的周期性变化，分析恒星运动速度的变化情况，并据此推断是否有行星存在，并且可以计算行星的质量和轨道。应用这项技术只能发现木星级的大行星，像地球大小的行星就找不到了。
此外，关于类似太阳系的天体系统的研究的另一个目的是探索其他星球上是否也存在着生命。

### 與其他行星系統的比較
相較於其它的行星系統，太陽系缺乏比水星軌道更內側的行星已知的太陽系也缺乏超級地球（第九行星可能是已知太陽系外的超級地球）。異於平常的是，太陽系只有小的岩石行星和大的氣體行星；沒有其它中間尺寸的行星典型 －既有岩石也有氣體－ 所以在地球和海王星（半徑是地球的3.8倍）之間似乎沒有空隙。此外，那些超級地球的軌道也都比水星更靠近母恆星。這導致假設所有的行星系統開始時都是很靠近的行星，然後經由一系列的碰撞造成行星質量的壓實，導致形成幾顆大的行星，但是在太陽系的碰撞造成它們的毀損和彈射。
太陽系的行星軌道都接近圓形，與其它的系統相比，具有小的軌道離心率 。雖然試圖部分以徑向速度解釋檢測方法上的偏差 和數目相當高的部分以長期作用來解釋，但確切原因仍未確定。

## 太阳与八大行星数据表

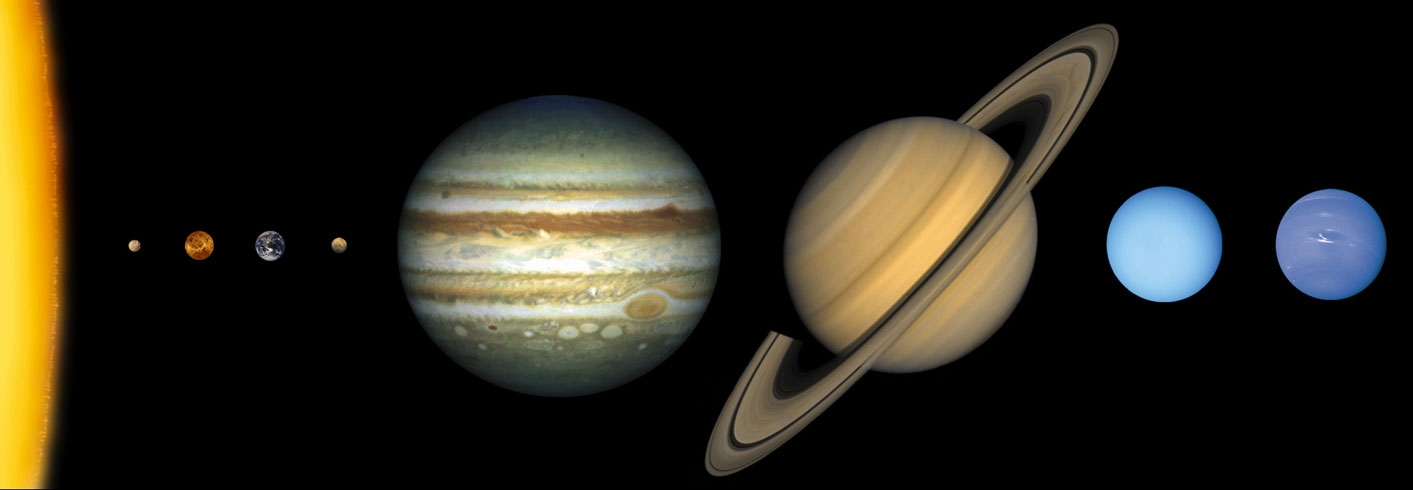
最左侧是太阳，向右依序为水星、金星、地球、火星、木星、土星、天王星與海王星

| 天体   | 赤道半径 。（km） | 偏率 。 | 赤道重力 。地球=1 | 體積 。地球=1 | 质量 。地球=1 | 比重 。 | 轨道半径 。（AU） | 轨道倾角 。（度） | 赤道傾角 。（度） | 公转周期 。（地球時間單位）    | 自转周期 。（地球時間單位）         | 已发现卫星数 |
| ------ | ----------------- | ------- | ----------------- | ------------- | ------------- | ------- | ----------------- | ----------------- | ----------------- | ------------------------------ | ----------------------------------- | ------------ |
| 太阳   | 696000            | 0.      | 28.01             | 1304000       | 333400        | 1.44    | --                | --                | 7.25              | 約兩億兩千六百萬年（繞銀河系） | 25.38天（赤道）/37.01天（南北两极） | --           |
| 水星   | 2440              | 0.      | 0.38              | 0.056         | 0.055         | 5.43    | 00.3871           | 7.005             | ~0                | 87.97天                        | 59天                                | 0            |
| 金星   | 6052              | 0.      | 0.91              | 0.857         | 0.815         | 5.24    | 00.7233           | 3.395             | 177.4             | 225天                          | 243天                               | 0            |
| 地球   | 6378              | 0.0034  | 1.00              | 1.00          | 1.000         | 5.52    | 01.0000           | 0.000             | 23.44             | 365.26天                       | 23小时56分钟                        | 1            |
| 火星   | 3397              | 0.0052  | 0.38              | 0.151         | 0.107         | 3.93    | 01.5237           | 1.850             | 25.19             | 687天                          | 24小时37分钟                        | 2            |
| 木星   | 71492             | 0.0648  | 2.48              | 1321          | 317.832       | 1.33    | 05.2026           | 1.303             | 3.08              | 11.86年                        | 9小时50分钟                         | 95           |
| 土星   | 60268             | 0.1076  | 0.94              | 755           | 95.16         | 0.69    | 09.5549           | 2.489             | 26.7              | 29.46年                        | 10小时39分钟                        | 274          |
| 天王星 | 25559             | 0.023   | 0.89              | 63            | 14.54         | 1.27    | 19.2184           | 0.773             | 97.9              | 84.01年                        | 17小时14分钟                        | 28           |
| 海王星 | 24764             | 0.017   | 1.11              | 58            | 17.15         | 1.64    | 30.1104           | 1.770             | 27.8              | 164.82年                       | 16小时06分钟                        | 16           |

## 天体总览
| 区域 按轨道顺序排列 | 区域 按轨道顺序排列 | 内太阳系                    | 内太阳系                            | 内太阳系                            | 内太阳系                            | 内太阳系                    | 外太阳系                           | 外太阳系                            | 外太阳系                            | 外太阳系      | 海外天体（TNO）                             | 海外天体（TNO）            | 最外围   | 备注 （半径/km）              |
| 区域 按轨道顺序排列 | 区域 按轨道顺序排列 | 类地行星                    | 类地行星                            | 类地行星                            | 类地行星                            | 小行星带                    | 氣態巨行星                         | 氣態巨行星                          | 氣態巨行星                          | 氣態巨行星    | 柯伊伯带                                    | 离散盘                     | 奥尔特云 | 备注 （半径/km）              |
| --- | ------------------- | --------------------------- | ----------------------------------- | ----------------------------------- | ----------------------------------- | --------------------------- | ---------------------------------- | ----------------------------------- | ----------------------------------- | ------------- | ------------------------------------------- | -------------------------- | -------- | ----------------------------- |
| 行星 | 行星                | 水星11                      | 金星7                               | 地球6                               | 火星8                               |                             | 木星2                              | 土星3                               | 天王星4                             | 海王星5       |                                             |                            |          | 半径2400~70000 清空轨道       |
| 矮行星 | 矮行星              |                             |                                     |                                     |                                     | 谷神星33                    |                                    |                                     |                                     |               | 冥王星17 鸟神星23 妊神星25                  | 阋神星18                   |          | 球形、未清空轨道 半径470~1300 |
| 矮行星 | 候选矮行星          |                             |                                     |                                     |                                     | 智神星62 灶神星65 健神星87  |                                    |                                     |                                     |               | 创神星30 2002MS434 亡神星35 潫神星36 ······ | 2007OR1024 赛德娜32 ······ |          | 部分星体较大 确认球形即可升格 |
| 绕日 小天体 | 规则轨道            |                             |                                     | 地球 特洛伊                         | 火星 特洛伊                         | 小行星带                    | 特洛伊 小行星                      |                                     |                                     | 海王星 特洛伊 | 柯伊伯带                                    |                            |          | 微小星体群体 流星雨为细碎微粒 |
| 绕日 小天体 | 不规则轨道          |                             | 阿登型-阿波罗-阿莫尔型 (近地小行星) | 阿登型-阿波罗-阿莫尔型 (近地小行星) | 阿登型-阿波罗-阿莫尔型 (近地小行星) |                             | 半人马小行星                       | 半人马小行星                        | 半人马小行星                        | 半人马小行星  |                                             | 離散盤                     | 奥尔特云 | 微小星体群体 流星雨为细碎微粒 |
| 绕日 小天体 | 不规则轨道          | 达摩克型小行星 · 短周期彗星 | 达摩克型小行星 · 短周期彗星         | 达摩克型小行星 · 短周期彗星         | 达摩克型小行星 · 短周期彗星         | 达摩克型小行星 · 短周期彗星 | 达摩克型小行星 · 短周期彗星        | 达摩克型小行星 · 短周期彗星         | 长周期彗星                          |               |                                             |                            |          | 微小星体群体 流星雨为细碎微粒 |
| 卫星 | 大于矮行星          |                             |                                     | 月球14                              |                                     |                             | 木卫一13 木卫二15 木卫三9 木卫四12 | 土卫六10                            |                                     | 海卫一16      |                                             |                            |          | 半径1300~2700 两颗比水星大    |
| 卫星 | 尺寸与矮 行星相当   |                             |                                     |                                     |                                     |                             |                                    | 土卫三31 土卫四29 土卫五20 土卫八22 | 天卫一28 天卫二27 天卫三19 天卫四21 |               | 冥卫一26                                    |                            |          | 球形 半径500~800              |
| 卫星 | 小于矮行星          |                             |                                     |                                     |                                     |                             |                                    | 土卫一97 土卫二70                   | 天卫五79                            | 海卫八88      | 妊卫一98 亡卫一99                           | 阋卫一43                   |          | 接近球形 半径200~260          |
| 卫星 | 小卫星              |                             |                                     | 人造卫星                            | 火卫                                | 小行星卫星                  | 其它木卫                           | 其它土卫                            | 其它天卫                            | 其它海卫      | 多                                          | 多                         |          | 微小星体群体                  |
| 卫星 | 行星环              |                             |                                     | 太空垃圾                            |                                     |                             | 木星環                             | 土星環 麗亞環                       | 天王星環                            | 海王星環      |                                             |                            |          | 细碎微粒                      |
| 注：各大星体尾数为其尺寸排名，太阳1不在表中。 排序靠后的星体序号仅供参考，因为缺乏多数TNO准确数据，且形状古怪的天体的平均半径因算法各异而变动。 尺寸第1~36名半径大于400km，全部列出；排名37~99，列出了所有非TNO星体，排序截止2015.1最新数据。 |                     |                             |                                     |                                     |                                     |                             |                                    |                                     |                                     |               |                                             |                            |          |                               |

## 視覺摘要
這一節是太陽系天體的影像，圖像調成相同的大小，不代表實際比例，另外選取了較好品質的影像，圖像按照體積排序。有一些天體沒有被放上，是因為其沒有高品質的影像，像是鬩神星。
|                         |                         |                           |                         |                           |                         |                       |
| 太阳 （恒星）           | 木星 （行星）           | 土星 （行星）             | 天王星 （行星）         | 海王星 （行星）           | 地球 （行星）           | 金星 （行星）         |
|                         |                         |                           |                         |                           |                         |                       |
| 火星 （行星）           | 木卫三 （木星的卫星）   | 土卫六 （土星的卫星）     | 水星 （行星）           | 木卫四 （木星的卫星）     | 木卫一 （木星的卫星）   | 月球 （地球的卫星）   |
|                         |                         |                           |                         |                           |                         |                       |
| 木卫二 （木星的卫星）   | 海卫一 （海王星的卫星） | 冥王星 （柯伊伯带矮行星） | 天卫三 （天王星的卫星） | 土卫五 （土星的卫星）     | 天卫四 （天王星的卫星） | 土卫八 （土星的卫星） |
|                         |                         |                           |                         |                           |                         |                       |
| 冥卫一 （冥王星的卫星） | 天卫二 （天王星的卫星） | 天卫一 （天王星的卫星）   | 土卫四 （土星的卫星）   | 土卫三 （土星的卫星）     | 穀神星 （主带小行星）   | 灶神星 （主带小行星） |
|                         |                         |                           |                         |                           |                         |                       |
| 土卫二 （土星的卫星）   | 天卫五 （天王星的卫星） | 海卫八 （海王星的卫星）   | 土衛一 （土星的卫星）   | 土卫七 （土星的卫星）     | 土卫九 （土星的卫星）   | 土卫十 （土星的卫星） |
|                         |                         |                           |                         |                           |                         |                       |
| 土卫十一 （土星的卫星） | 司琴星 （主带小行星）   | 土卫十六 （土星的卫星）   | 土卫十七 （土星的卫星） | 梅西尔德星 （主带小行星） | 土卫十二 （土星的卫星） | 艾女星 （主带小行星） |
| 本模板： 讨论 编辑      |                         |                           |                         |                           |                         |                       |

| 航海家1號從60億公里外看見的地球。                                         |
| ------------------------------------------------------------------------- |
| 金星、地球（「淡藍小點」）、木星、土星、天王星、海王星（1996年9月13日）。 |

## 其他資料
太陽系中包含眾多固態表面，直徑超過1公里的天體的總表面積達17億平方公里。
某些占星术士和神秘主义者認為太陽其實是一個雙星系統的主星，在遙遠的地方存在著一個伴星，名為「涅米西斯」（Nemesis，有譯作復仇女神）。該假設是用作解釋地球出現生物大滅絕的一些規則性，認為其伴星會攝動系內奥尔特云中的小行星和彗星，使其改變軌道衝進太陽系，增加撞擊地球的機會並出現定期生物滅絕。

## 註解
1. ↑  小行星帶、古柏帶、和離散盤沒有添加上，因為單顆小行星太小，無法在圖表上顯示。
2. 1 2  該日期基於迄今為止在隕石 中發現的最古老內含物，4568.2+0.2
−0.4百萬年，並被認為是坍縮星雲中第一種固體物質形成的日期[17]。
3. 1 2  If {\displaystyle \psi }是黃道北極和北銀河極之間的角度，那麼：

{\displaystyle \cos \psi =\cos(\beta _{g})\cos(\beta _{e})\cos(\alpha _{g}-\alpha _{e})+\sin(\beta _{g})\sin(\beta _{e})}

此處{\displaystyle \beta _{g}} = 27° 07′ 42.01″和{\displaystyle \alpha _{g}} = 12h 51m 26.282s是銀河系北極的赤緯和赤經[287]，鑒於{\displaystyle \beta _{e}} = 66° 33′ 38.6″和{\displaystyle \alpha _{e}} = 18h 0m 00s這些是黃道帶的北極。（這兩對座標都適用於J2000曆元。）計算結果為60.19°。
4. ↑  名稱的大寫與否不盡相同。國際天文學聯合會是天體命名的權威機構，它規定將所有單顆天體的名稱大寫，但在其結構中會混合著使用"Solar System"和"solar system" naming guidelines document 的存檔，存档日期2021-07-25.。該名稱通常以小寫形式呈現（“solar system”），例如在《牛津英語詞典》中和Merriam-Webster's 11th Collegiate Dictionary 的存檔，存档日期2008-01-27..
5. ↑  國際天文學聯合會的小行星中心尚未正式將亡神星、創神星、共工星和賽德娜列為矮行星。
6. ↑  有關太陽系天體的更多分類，請參見小行星群列表和彗星 § 分類。
7. ↑  太陽系的規模足够大，天文學家使用自定義的單位來表示距離。天文單位，縮寫為AU，相當於150,000,000；93,000,000英里。如果行星的軌道是完美的圓形，那麼地球到太陽的距離就是這樣：1天文單位[12]。
8. 1 2  不包括太陽、木星和土星的太陽系質量可以通過將最大天體的所有計算質量相加，並使用歐特雲質量的粗略計算來確定，估計大約是3個地球的質量[42]。古柏帶（估計為0.1個地球質量）[43]和小行星帶（估計為0.0005地球質量）[44]向上進位總共〜37 個地球質量，或圍繞太陽軌道質量的8.1%。減去天王星和海王星的質量（〜31 個地球質量），剩餘的〜6個地球質量的物質占軌道總質量的1.3%。